# Wettlauf ins All

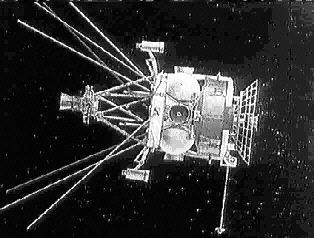
Sowjetischer „ASAT-Satellit“, etwa 1960er Jahre

Als Wettlauf ins All (auch Space Race) wird der Wettbewerb in den 1950er und 1960er Jahren zwischen den Vereinigten Staaten und der Sowjetunion um Pionierleistungen und Vorherrschaft in der Raumfahrt bezeichnet.
Im Kalten Krieg fand das Wettrüsten der beiden konkurrierenden Systeme mit dem Weltraum einen weiteren Schauplatz. Von den Massenmedien und Historikern wurde dafür die Bezeichnung „Wettlauf ins All“ (engl. Space Race) geprägt.:169–170
Der politisch motivierte „Wettlauf“ begann im Juli 1955 mit der Ankündigung von US-Präsident Eisenhower, erdumkreisende Satelliten ins All zu bringen. Ein paar Tage später folgte eine gleichlautende Absichtserklärung der Sowjetunion. Er endete nach verschiedenen Auffassungen mit der ersten US-Mondlandung 1969, mit dem gemeinsamen Apollo-Sojus-Projekt 1975 oder mit dem Ende des Kalten Krieges. Der Begriff wird aber in den Medien bis heute auf verschiedene, auch außerhalb dieses Zeitraums liegende, Vorgänge angewandt. Seit Ende der 2010er Jahre ist von einem neuen „Wettlauf zum Mond“ zwischen verschiedenen Staaten die Rede.

## Motive
Diesen „Wettlauf“ trieben – vereinfacht dargestellt – zwei Motivationen an:
- Propagandistische Motive: Beide Parteien wollten die eigene technische Überlegenheit beweisen, um die Überlegenheit des eigenen Gesellschaftssystems aufzuzeigen.
- Militärische Motive: Das Aggregat 4 (A4) war im Zweiten Weltkrieg als „Vergeltungswaffe V2“ die erste Fernwaffe mit einer Reichweite von bis zu 270 km, nach heutigen Maßstab eine Kurzstreckenrakete. Militärökonomisch war sie eine Fehlinvestition, da sie ungenau und ihre Produktion sehr teuer war. Durch ihre hohe Geschwindigkeit war sie jedoch nicht abwehrbar und vor dem Einschlag nicht zu hören.

Mit der für den Start der Sputnik-Satelliten verwendeten sowjetischen Interkontinentalrakete des Typs R-7 wurde bewiesen, dass es möglich ist, ein Objekt vom eigenen Hinterland über das des Feindes zu befördern, und dies auch rund um den Erdball. Die Raumfahrtprogramme waren deshalb von vornherein eng mit den militärischen Aspekten des Kalten Krieges verzahnt.

## Hintergrund

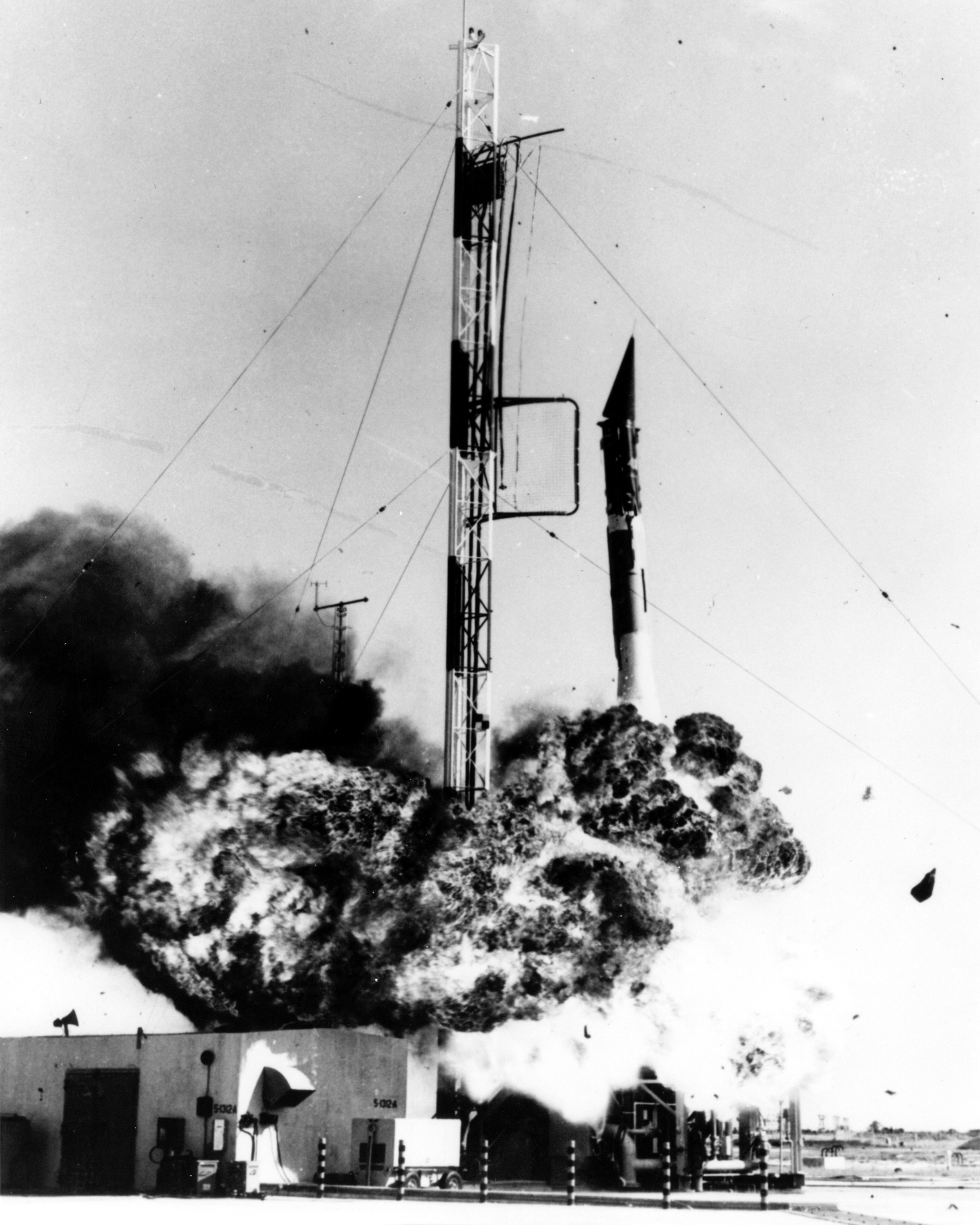
Die Vanguard-Trägerrakete TV3 der US Navy explodiert kurz nach dem Abheben beim ersten Start am 6. Dezember 1957.

Das Raketen-Know-how in Ost und West rekrutierte sich nicht unwesentlich aus Raketen-Experten, die im Zweiten Weltkrieg auf deutscher Seite in Peenemünde am militärischen Raketenprogramm gearbeitet hatten. Mit Ende des Krieges fielen diese Fachleute, die raketentechnischen Objekte und die Unterlagen beiden Lagern sozusagen als Kriegsbeute zu. Im Rahmen der Operation Overcast und nachfolgender Programme wurden Wernher von Braun – in den 1960er Jahren Hauptorganisator des amerikanischen Mondfahrtprogramms Apollo – sowie einige seiner Mitarbeiter (Hans Fichtner, Walter Häussermann und Oscar Holderer) in die USA gebracht. Die Sowjetunion unternahm vergleichbare Anstrengungen namentlich mit der Aktion Ossawakim und verpflichtete Helmut Gröttrup, der in Peenemünde für Bordsysteme und Steuerung verantwortlich war. Das Aggregat 4 bildete dabei auf beiden Seiten die Basis für die Weiterentwicklung von Raketen, die eine Nutzlast tatsächlich ins Weltall tragen konnten. Mit den Skizzenprojekten G-2 und G-4 in den Jahren 1948–1949 entwarf das deutsche Kollektiv entscheidende Verbesserungen für die sowjetische Raketentechnik, die in der Mittelstreckenrakete R-5 (Rakete) und der Sputnikrakete R-7 angewandt wurden.
Wernher von Braun war ein geschickter Marketingstratege und arbeitete mit Walt Disney zusammen. Im März 1955 wurde erstmals der mit Animationen gestaltete Film Man in Space ausgestrahlt. Darin erklärt von Braun unter anderem die Funktionsweise von Raketen und welchen wirkenden Kräften Raumfahrer standhalten müssen. Mit 42 Millionen Zuschauern gilt der Film als zweiterfolgreichste Sendung aller Zeiten im US-Fernsehen. Die Fernsehproduktion zog zwei Fortsetzungen nach sich, in denen er ebenfalls zu Wort kam.
In den ersten Jahren dominierte die Sowjetunion im Weltraum mit Pionierleistungen, ab 1965 konnten die USA technologisch überholen. Mit der bemannten Landung auf dem Mond konnten sie in der öffentlichen Wahrnehmung den Wettlauf sogar gewinnen. Der „Wettlauf ins All“ lässt sich allgemein betrachtet als letztes utopisches Großprojekt der Wissenschaftsgläubigkeit und des Fortschrittsoptimismus der historischen Moderne deuten.:11

## Ablauf und Aspekte

### Vorgeschichte
Im März 1950 stellte der sowjetische Wissenschaftler Michail Tichonrawow mit aktiver Unterstützung des Raketen-Chefkonstrukteurs Sergei Koroljow seinen Bericht „Raketenpakete und ihre Entwicklungsperspektiven“ vor. Darin sprach er zum ersten Mal direkt über die unmittelbaren Aussichten für die Schaffung künstlicher Erdsatelliten und Flügen von Menschen in den Weltraum. Im Oktober 1951 veröffentlichte er einen Artikel „Flug zum Mond“ in der Zeitschrift Pionerskaya pravda und erklärte für junge Leser: „Wir werden nicht mehr lange warten müssen. Wir können annehmen, dass Konstantin Ziolkowskis kühner Traum in den nächsten zehn bis fünfzehn Jahren Wirklichkeit wird. Ihr werdet das alles miterleben und manche von euch werden sogar an solchen bisher unvorstellbaren Reisen teilnehmen.“ Die New York Times griff das Thema sofort auf und zitierte Tichonrawows These, dass die sowjetischen Raketenentwicklung dem Stand des Westens mindestens ebenbürtig oder gar überlegen sei.:84–92 Der deutsche Raumfahrtwissenschaftler Heinz Hermann Koelle beschrieb in der Zeitschrift Weltraumfahrt die Möglichkeiten der sowjetischen Mondrakete.
Im März 1952 veröffentlichte Wernher von Braun in der Zeitschrift Collier’s Weekly mit der Serie Man Will Conquer Space Soon! seine Vision einer permanent bemannten Weltraumstation, die als Weltraumhotel für Gäste nutzbar wäre. Die eindrucksvollen Illustrationen der radförmigen Station mit einem Durchmesser von 75 m reizten Walt Disney, den Film Man in Space zu beauftragen.
Der „Wettlauf“ der Supermächte Richtung Kosmos begann Ende Juli 1955 mit der Ankündigung von US-Präsident Eisenhower, im Rahmen des „Internationalen Geophysikalischen Jahres“ – das für 1957/58 projektiert war – erdumkreisende künstliche Kleinsatelliten zu wissenschaftlichen Zwecken ins All zu schicken. Ein paar Tage darauf zog die Sowjetunion mit einer gleichlautenden Absichtserklärung durch Leonid Sedow nach. Im Westen wurde dieser Ankündigung kaum Beachtung geschenkt, da die Sowjetunion auf technischem Sektor als hoffnungslos rückständig angesehen wurde.
Im Dezember 1955 befasste sich das Spiegel-Magazin mit einer elfseitigen Titelgeschichte „Die Raumfahrt hat schon begonnen“ zum Thema. Das Titelblatt zeigte „Professor Dr. Wernher Freiherr von Braun“ mit zwei schlanken Raketenmodellen, die mächtige Stabilisierungsflossen am Heck haben. Ist er der „Kolumbus des Alls?“ fragte der Bericht skeptisch. Kolumbus hätte immerhin über meertaugliche Schiffe verfügt, doch Raumstationen existierten bisher nur als phantastische Skizzen. Die meisten befragten Experten sahen die bemannte Raumfahrt noch in weiter Ferne.
In den USA war die Bereitschaft gering, für solche Phantasien viel Geld auszugeben, da sie keinen militärischen Nutzen brachten oder zu utopisch schienen. Wernher von Brauns Konzept für einen Satellitenstart mit bereits vorhandenen Redstone-Raketen der Armee, schon 1955 vorgebracht, wurde bis zum Sputnikerfolg durch die Marine und die Luftwaffe zurückgewiesen. Stattdessen setzten sie auf das Vanguard-Projekt mit einer neu entwickelten Rakete der Marine, die im Frühjahr 1958 einen fußballgroßen Satelliten in die Umlaufbahn bringen sollte.

### Sputnik 1 und „Sputnikschock“
Der sowjetische Satellit Sputnik 1 wurde am 4. Oktober 1957 als erster künstlicher Erdtrabant gestartet. Da seine Funksignale weltweit von Funkamateuren empfangen und seine Spur von Sternwarten verfolgt werden konnten, erregte er allgemeines Interesse. Vier Wochen später wurde der Erfolg durch Sputnik 2 mit der Hündin Laika an Bord noch übertrumpft. Das Ereignis führte gemeinsam mit bereits zwei gescheiterten Testläufen des Vanguard-Projekts auf US-amerikanischer Seite zum Sputnikschock und befeuerte den Wettstreit um Ersterfolge in der Raumfahrt. Die US-Amerikaner setzten daraufhin eine Reihe neuer Projekte an, die unter anderem in den Start von Explorer 1 am 1. Februar 1958 durch das Team von Wernher von Braun und in die Gründung der DARPA und der NASA mündeten. Am 17. März 1958 gelang den USA der Start des ersten Vanguard-Satelliten, den der sowjetische Parteichef Chruschtschow wegen seiner Fußballgröße als „Pampelmuse“ verhöhnte.

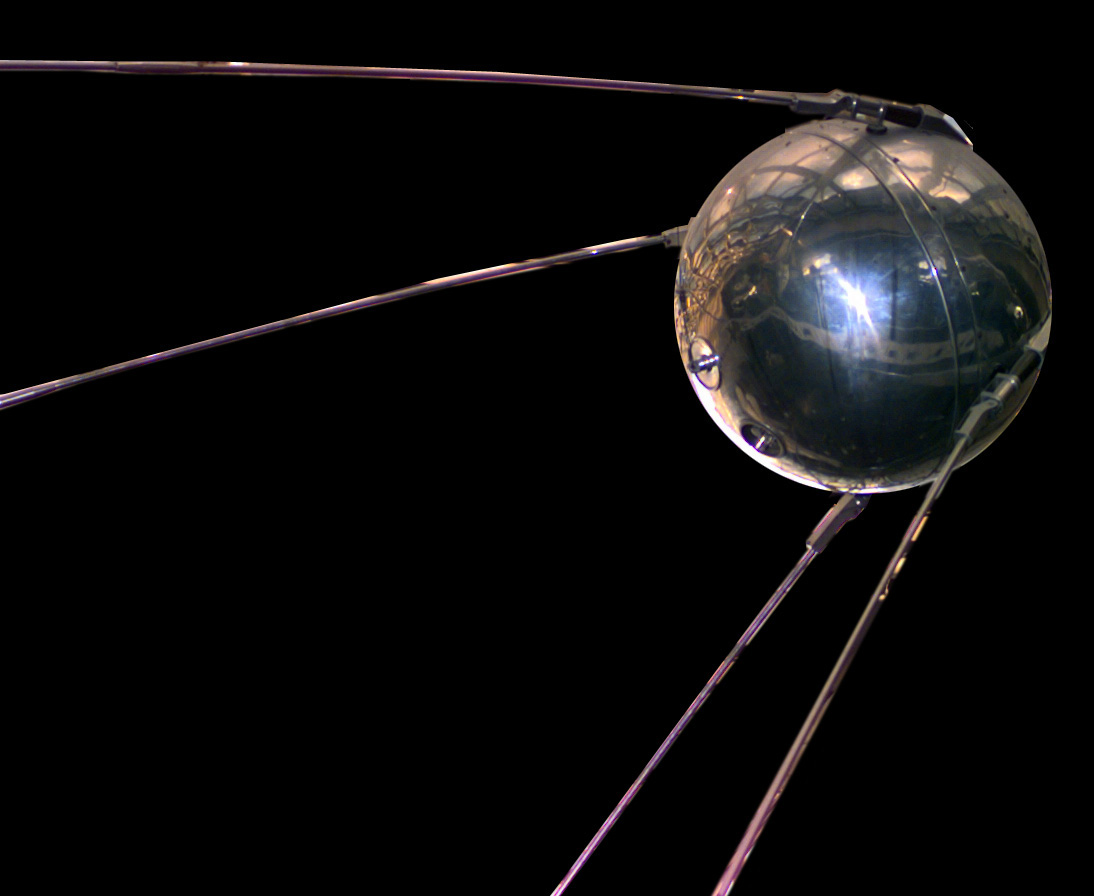
Modell des Sputnik 1
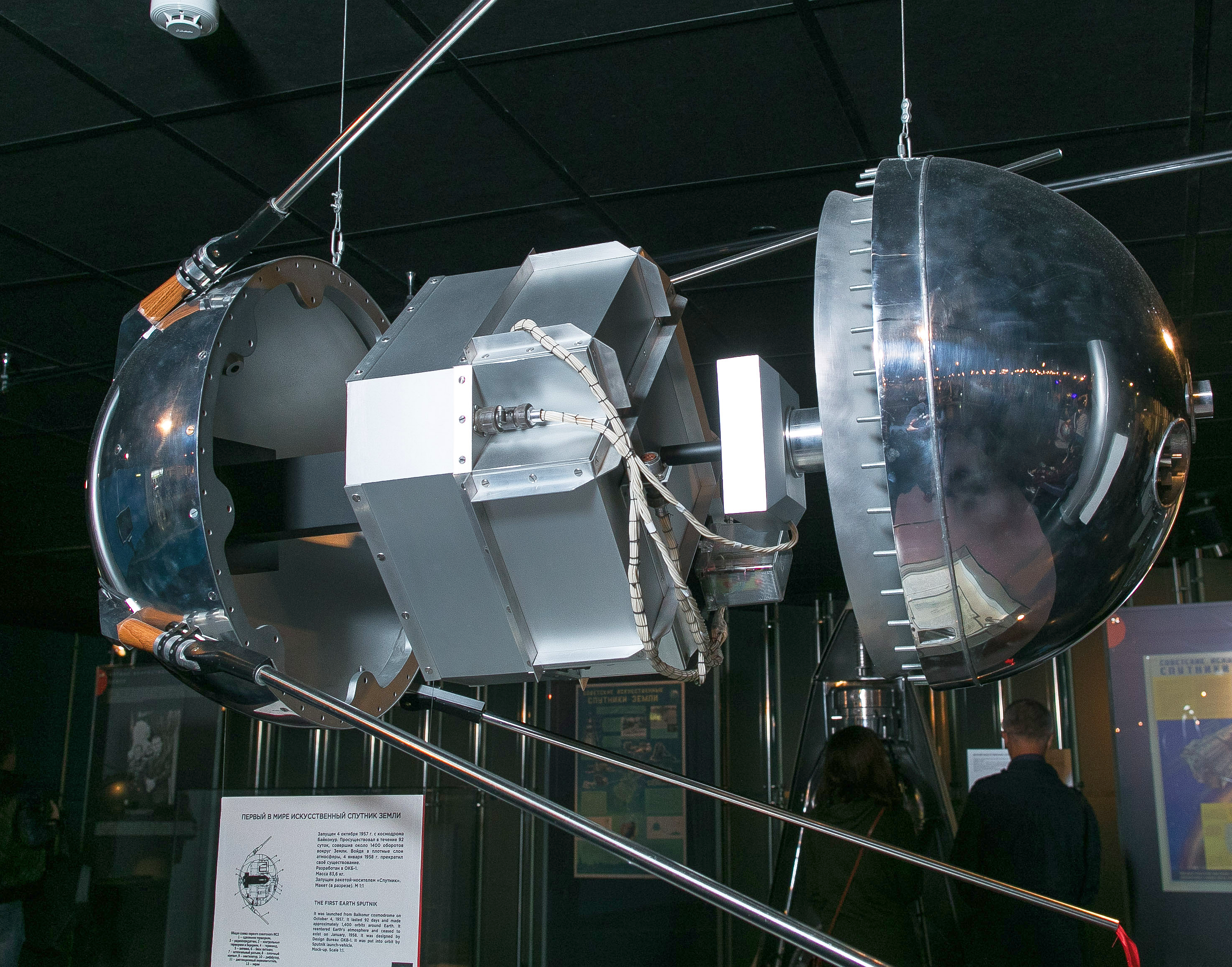
Komponenten des Sputnik 1 (84 kg)
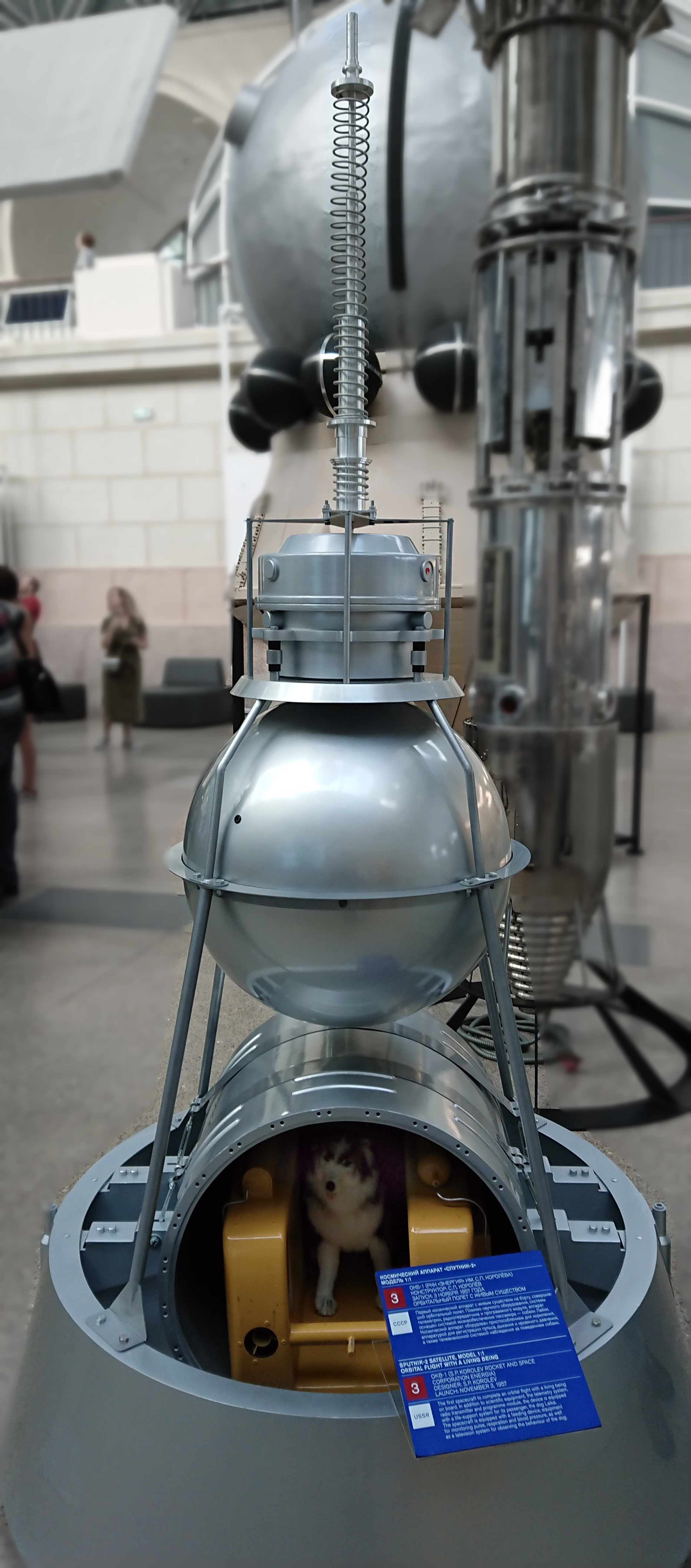
Maßstäbliches Modell des Sputnik 2 mit Laika (unten) (508 kg)
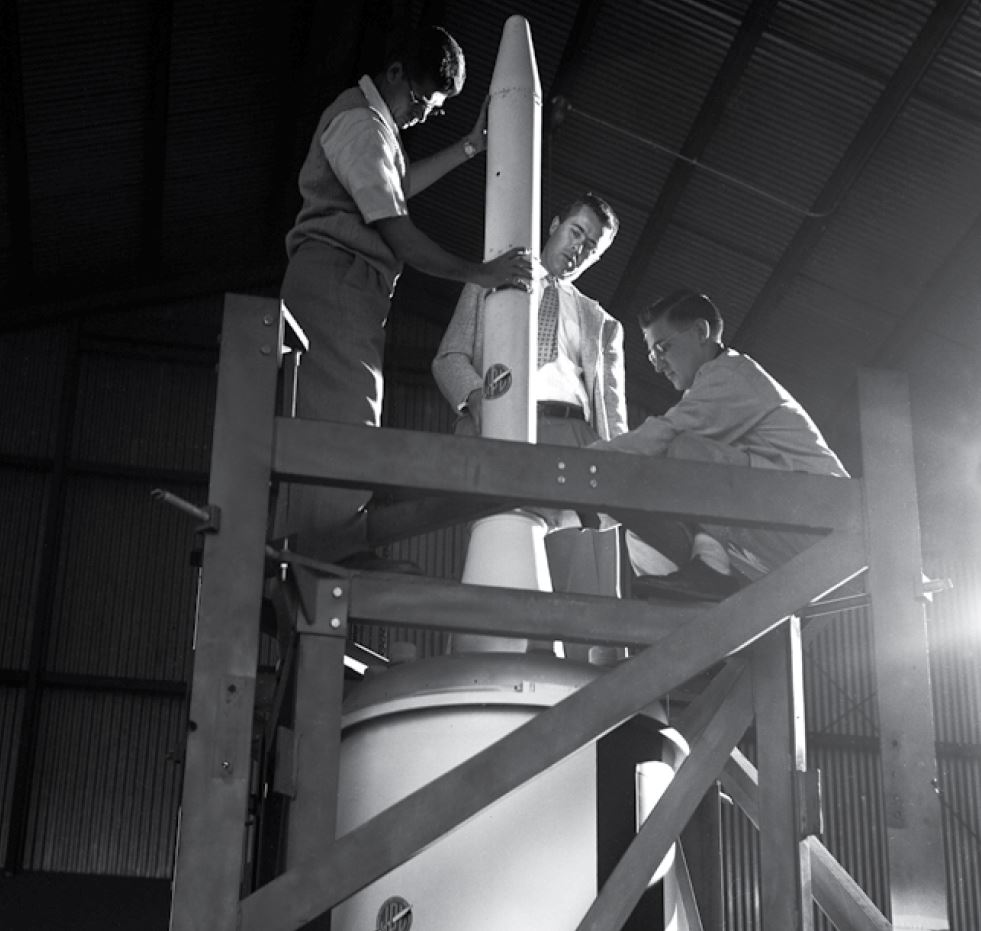
Einbau des Explorer 1 auf Trägerrakete Juno-1 (14 kg)
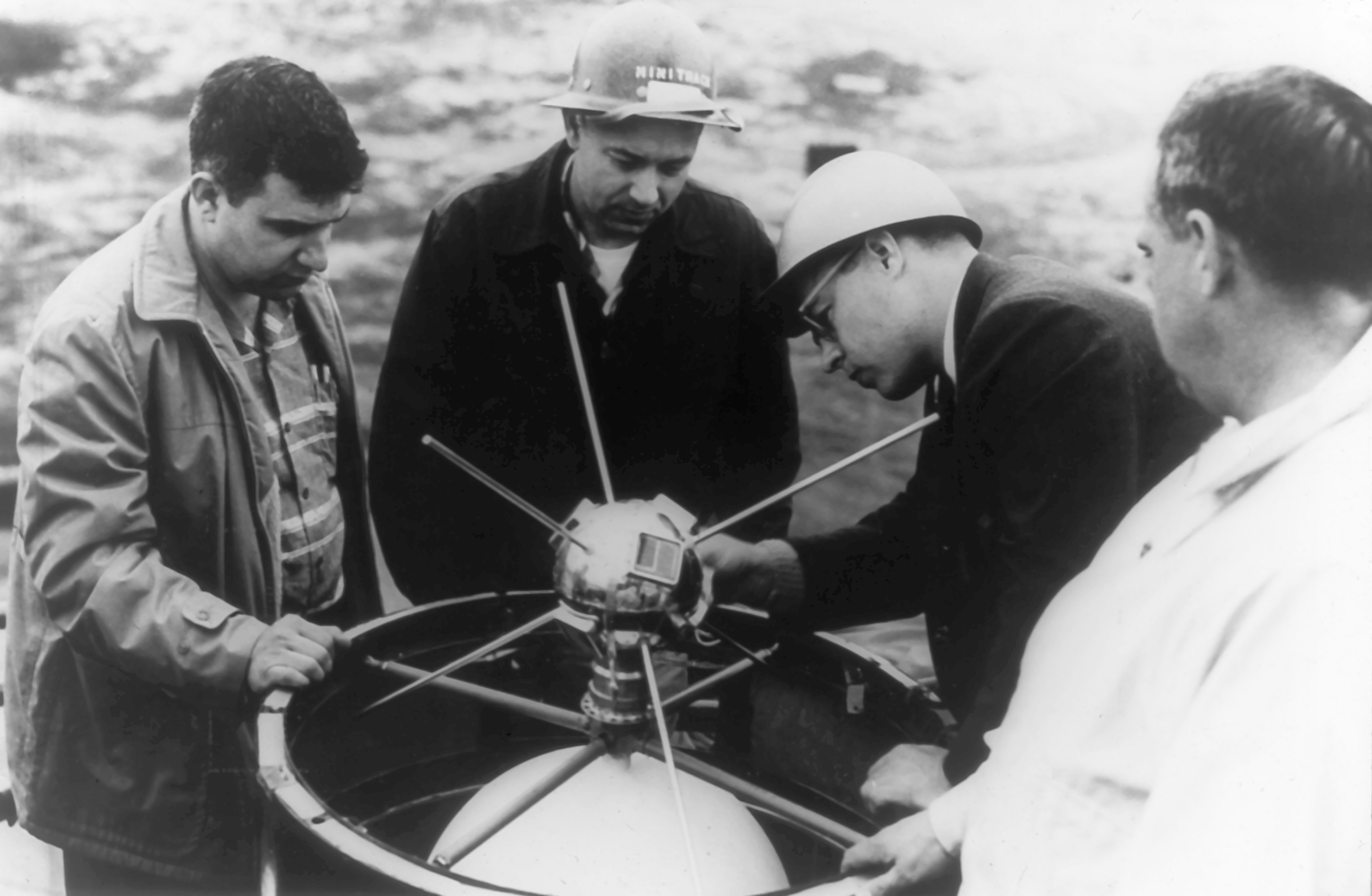
Einbau des Vanguard-Satelliten auf Vanguard 1 (1,5 kg)
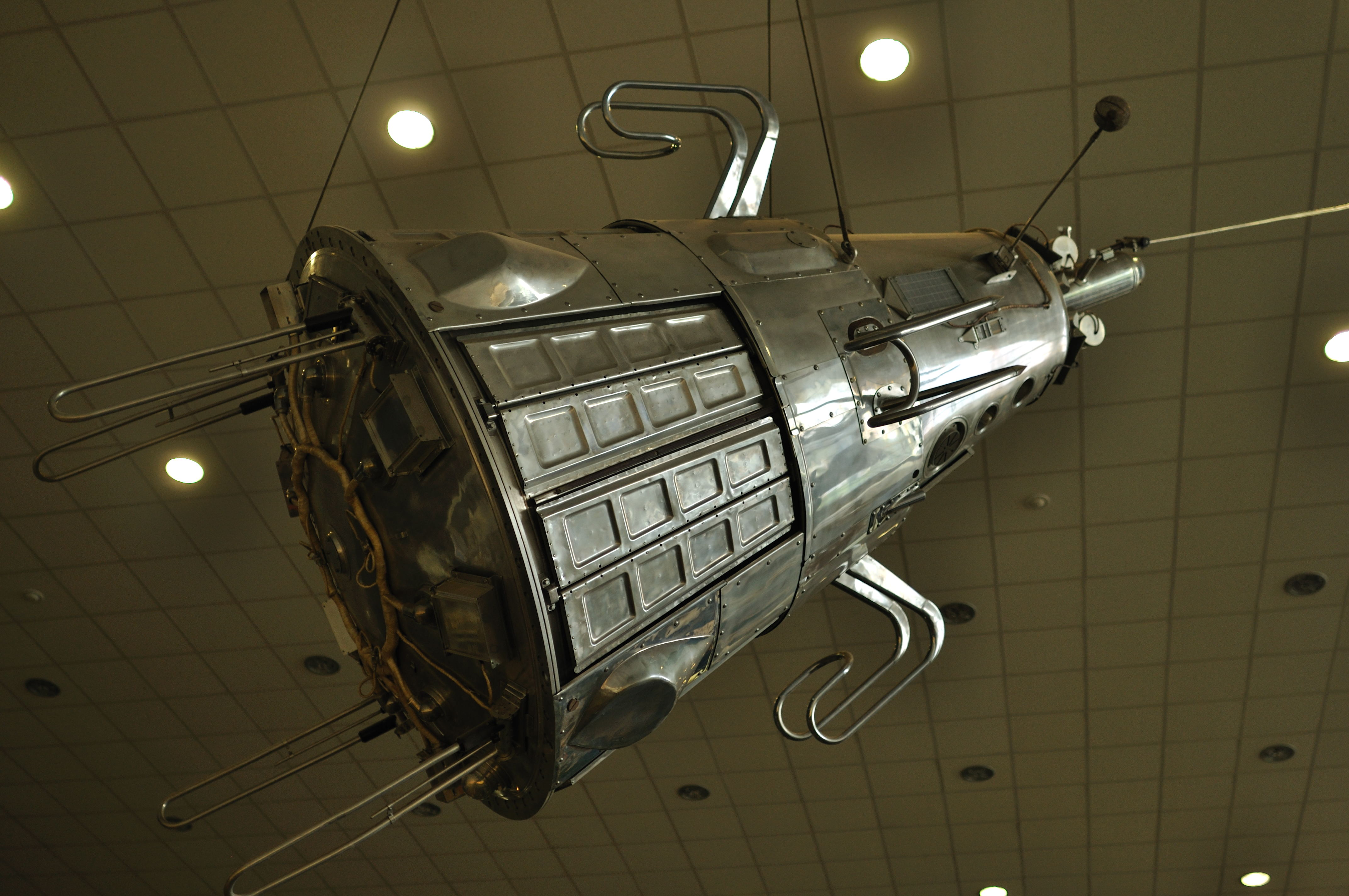
Maßstäbliches Modell des Sputnik 3 (1300 kg)

#### Reaktionen in Westeuropa
Die Öffentlichkeit in Westeuropa und in Westdeutschland reagierte auf Sputnik vorwiegend neugierig. Es wurde gemeinhin als ein weniger singuläres, spektakuläres und weit weniger bedeutsames Großereignis erachtet. Der Weltraum erfreute sich in den frühen 1950er Jahren schichtenübergreifender Popularität, aber der Wissensstand um ihn war in der Bevölkerung gering. Es wurde zum Beispiel mit der Installierung von riesigen Brennspiegeln im erdnahen Orbit sowie permanenter Kolonisierung von Mond und Mars in naher Zukunft gerechnet. Es gab verbreitet Hoffnung auf regelmäßigen Kontakt zu außerirdischen Lebensformen. Solche „kosmischen Visionen“ wurden seit den 1920er Jahren immer mehr von zunehmend international vernetzten semiprofessionellen Weltraumenthusiasten propagiert. Der weit verbreitete Fortschrittsoptimismus war aber besonders in Westdeutschland gedämpft und öffentlich geäußerte Zweifel an ihm waren gang und gäbe. Der erste Satellit von Menschenhand markierte einen Wendepunkt und verstärkte den in der westlichen Welt weit verbreiteten Glauben, die politische Überlegenheit eines Gesellschaftsmodells sei an dessen technischen Erfolgen abzulesen. In der westdeutschen Presse wurde unter anderem auch ein kollektiver Verlust von Unschuld im Zusammenhang mit den neuen technischen Entwicklungen vorhergesagt. Die Historiker John Krige und Joachim Radkau stellten fest, dass die Politiker zu diesem Zeitpunkt den Weltraum militärisch als unbedeutend erachteten. Sie begannen sich, in kommerzieller Hinsicht, erst in den 1970ern für ihn zu interessieren, vornehmlich für die Nutzung von Kommunikationssatelliten zur Nachrichtenübermittlung und Wettersatelliten für die Wettervorhersage.

#### Reaktionen in den USA
US-amerikanische Presse und Politik gerieten allerdings in Panik. Von einer „ultimativen Waffe“, von einem missile gap („Raketenlücke“), vergleichbar mit der angeblichen sogenannten Bomberlücke der USA gegenüber ihrem Kontrahenten, von einem „education gap“ („Bildungslücke“) und Vergleichen mit „Pearl Harbor 1941“ wurde dort sehr direkt gesprochen. Das Gewicht der Sputnik-Satelliten mit mehr als 500 kg in der Umlaufbahn war der Beweis, dass die Sowjetunion über eine funktionsfähige Interkontinentalrakete verfügte und damit jeden Punkt der USA mit Nuklearwaffen erreichen konnte. Damit wurde der Rüstungsspirale mit innenpolitischer Propaganda weiter Vorschub geleistet.
Präsident Eisenhower wusste durch Spionageflüge, dass sein eigenes atomares Potenzial jenes der Sowjetunion nach wie vor weit übertraf:56 und die Langstreckenbomberflotte der US Air Force mit ihren vielen Stützpunkten überlegen war. Massiver Druck von Medien und Politik zwangen Eisenhower schließlich, milliardenschwere Ausgaben für Rüstung und Bildungsförderung einzuplanen. Er sagte später selbst, zwei Drittel der Mehrausgaben seien nur für die Beruhigung der Öffentlichkeit nötig. Wie repräsentative Meinungsumfragen von Gallup nahelegen, war damals aber ein Schock in der Bevölkerung nicht nachzuweisen. Nur die Hälfte der Befragten in Umfragen hatte vor dem Sputnik-Start überhaupt etwas von Satellitentechnik gehört. Die Mehrheit ging daher davon aus, dass dieser Erdtrabant für friedliche und sinnvolle Zwecke eingesetzt werde. Trotz dieser gelassenen Reaktionen der Bevölkerung prägte später der Eindruck von einem „Sputnik-Schock“ die öffentliche Meinung. Dies erklärt sich dadurch, dass Forschungsinstitute und Schulen durch Druck auf den Präsidenten milliardenschwere Förderungen zu bekommen versuchten. So sahen es auch die Militärs, welche von der entfachten Aufrüstungshysterie profitieren konnten. Der geringe Wissensstand über Raumfahrt in der breiten Bevölkerung war ein Grund dafür, dass es zunächst eine reine Eliten-Panik war.
Mitten im Kalten Krieg war das vielbeschworene „Golden Age of Space Travel“ mit Sputnik vorläufig am Ende und nicht am Anfang, wie oft dargestellt. Das Zeitalter der Raumfahrt hatte schon lange begonnen, nun schwanden viele Illusionen. Der unmittelbar anschließenden Normalisierung und Instrumentalisierung der Raumfahrt auch in politisch-institutioneller Hinsicht wurde mit Sputnik massiver Vorschub verschafft.
Der US-amerikanische Historiker Asif Azam Siddiqi beschreibt die Sputnik-Leistungen so:
„Die Tatsache, dass diese Leistung von der UDSSR erbracht wurde, einem vor nur sechzehn Jahren noch total vom Krieg verwüsteten Land, macht diesen Erfolg noch beeindruckender. Im Gegensatz zu den USA begann die Sowjetunion von einer Ausgangsposition ungeheuren Nachteils. Die industrielle Infrastruktur war vernichtet worden und ihre technologischen Fähigkeiten bestenfalls überholt. Ein großer Teil des Landes war verwüstet und sie hatte etwa 25 Millionen ihrer Bürger verloren.“:282

#### Reaktionen in der DDR und der Sowjetunion
Den Sputnikerfolg hatten die sowjetischen Politiker im eigenen Lande zunächst nicht großangelegt ausgeschlachtet. Von der starken Reaktion vor allem im Westen, der dem technisch zurückliegenden Land diesen Schritt nicht zugetraut hatte, waren sie extrem erstaunt. Der Staats- und Parteichef Nikita Chruschtschow erkannte einen möglichen Doppelnutzen durch die große Raumfahrt-Publicity: Zum einen durch Leistungen im Weltraum die Überlegenheit des sozialistischen Systems zu demonstrieren, aber auch andererseits zu zeigen, dass er eine leistungsstarke Trägerrakete im Arsenal habe, mit der er eine Kernwaffe als Nutzlast an entfernteste Punkte auf der Erde schießen könnte. Der Staatschef wusste so gut wie nichts über den Weltraum und Raketen interessierten ihn zunächst nur, wenn sie in Form von militärischen Waffen mit nuklearen Sprengköpfen bestückt werden konnten. Die große Medienwirksamkeit des Ersterfolges traf die sowjetische Propagandamaschinerie unvorbereitet und belegte, wie falsch sie das eigene Bild in der westlichen Wahrnehmung eingeschätzt hatte. In einem New York Times-Interview erläuterte Chruschtschow, seine Reaktion auf den erfolgreichen Satelliten-Start, mit provozierend kühlen Worten: „Nein, ich habe es nicht gesehen. […] Ich gratulierte dem ganzen ingenieurtechnischen Kollektiv zu diesem hervorragenden Erfolge und legte mich ruhig schlafen.“

In der DDR wurde der Sputnikstart als „epochale Tat der sozialistischen Wissenschaft“ propagandistisch genutzt und steigerte schnell das öffentliche Interesse für Raumfahrt. Der erfolgreiche Start von Sputnik 2 wurde unter Berufung auf westliche Wissenschaftler als „unwiderlegbarer Beweis für die sowjetische Überlegenheit“ bezeichnet und mit „weltweiter Begeisterung“ beschrieben. Karl-Eduard von Schnitzler, damals Chefkommentator des DDR-Rundfunks, äußerte das Triumphgefühl über den Propagandacoup ganz offen. Nur ein Jahr nach dem blutigen Volksaufstand in Ungarn verknüpfte er den Raumfahrt-Erfolg mit militärischem Drohpotential:
„Es ist kein Bluff, keine Propaganda: Es gibt tatsächlich diesen künstlichen Mond - und es ist ein sowjetischer. Die neuen Erkenntnisse und Leistungen zeigen, was der Mensch alles kann, dass der Griff nach den Sternen keine Utopie ist. Zugleich aber sehen wir, dass diese Kenntnisse und der Stand des Wissens und Könnens im sozialistischen Lager auch dazu geeignet sind, um die Angriffslust der Heißsporne abzukühlen und die friedliche Entwicklung in den Ländern des Sozialismus zu sichern.“
Im Westen konnte über die Wissenschaftler, die hinter den Sputnik-Missionen standen, nur spekuliert werden. Es wurde in Analogie zu den USA zunächst vermutet, die Sowjets beschäftigten an der Spitze ihres Raumfahrtprogrammes deportierte deutsche Raketeningenieure aus Hitlers Rüstungsschmieden. Dies war ein Irrtum. Während sich die Vereinigten Staaten bei ihren späteren Programmen Wernher von Braun und seines Teams bedienten, welches gemeinsam mit ihm und während des Krieges in der Heeresversuchsanstalt Peenemünde gearbeitet hatte, war unter strengster Geheimhaltung der Topmann auf der Gegenseite ein russischer Ingenieur, der 1940 aus Stalins Gulag entlassen worden war: Sergei Koroljow. Er wurde 1945, im Range eines Obersts der Roten Armee, in das sowjetische Hauptquartier nach Berlin beordert und bekam den Auftrag, das deutsche Raketenprogramm zu studieren und in Deutschland verbliebene Mitarbeiter des Raketeningenieurs Wernher von Braun ausfindig zu machen. Mit deutschen Konstruktions-Plänen und im Rahmen der Aktion Ossawakim verschleppten Raketenkonstrukteuren, darunter Helmut Gröttrup, Werner Albring und Kurt Magnus, kehrte er 1946 in die Sowjetunion zurück, wo er später mit seinen Ideen und seinem Führungsstil wesentlich die sowjetische Raumfahrt prägte. Dort wurde, anders als in den USA, ohne Zeitverzug viel deutsches Wissen in der Raketentechnologie abgeschöpft und bei den entscheidenden Schritten für die Raumfahrt genutzt.
Siddiqi, der als Historiker für die Nasa arbeitete und den US-Kongress in Raumfahrtfragen berät, hebt gegenläufige Reaktionen zum auf politischer Ebene fehlenden Enthusiasmus hervor. Politisch gesehen herrschte zwar meist ein Gefühl der Bedrohlichkeit und des Gedemütigtseins im Westen vor, aber: „Vor allem für die jüngeren Generationen war das eine aufregende, inspirierende Zeit – der Mensch ist in den Weltraum vorgestoßen. Plötzlich explodierte das Interesse an Astronomie, Bücher, Filme und Spielsachen mit Weltraumbezug standen höher im Kurs als je zuvor.“
Die philosophische Reflexion fragte zu Zeiten der späteren regelrechten Weltraum-Euphorie der 1960er-Jahre weniger nach den wissenschaftlichen oder technischen Errungenschaften, sondern verstärkt nach deren Auswirkungen auf die eigene Lebenswelt.

### Tiere und Pflanzen im Weltraum
Bereits 1947 hatten die USA Fruchtfliegen mit einer V2 in eine Höhe von 109 Kilometer befördert, was bereits als Erreichen des Weltraums gilt. Mit einer V2-Rakete wurde im Juni 1949 das erste Säugetier ins All gebracht: der Rhesusaffe Albert II. Mit Sputnik 2 brachte die Sowjetunion im November 1957 die Hündin Laika ins All, das erste Lebewesen, das in einer Umlaufbahn um die Erde für längere Zeit der Schwerelosigkeit ausgesetzt war. Sputnik 5 startete am 19. August 1960 und trug die Hunde Strelka und Belka in den Weltraum. Weitere Passagiere waren 40 Mäuse, 2 Ratten und Pflanzen. Nach 18 Erdumkreisungen in einer Bahnhöhe von etwas über 300 Kilometern und bei einer Erdumkreisung in 90 Minuten, landeten beide Hunde sicher wieder auf der Erde. Dies war der erste erfolgreiche Einsatz der Technik der weichen Landung und ein grundlegender Fortschritt. Damit war zudem bewiesen, dass Lebewesen im Orbit überleben und auch den Wiedereintritt in die Erdatmosphäre physisch verkraften konnten.

### „Friedliche Nutzung“ oder „Brennpunkt des Wettrüstens“?
US-Präsident Dwight D. Eisenhower sagte in einer Rede einen Monat später vor der UNO:
„Das Hervortreten dieser neuen Welt stellt eine lebenswichtige Frage: Wird der Weltraum für friedliche Nutzung bewahrt und zum Nutzen der ganzen Menschheit entdeckt werden? Oder wird das All zu einem weiteren Brennpunkt des Wettrüstens, zu einem Gebiet gefährlichen und nutzlosen Wettstreits? Die Wahl ist dringend. Und es ist an uns, zu wählen.“
Bereits am 29. Juli 1958 hatte er mit dem „National Aeronautics and Space Act“ die Gründung der US-Weltraumbehörde NASA gestartet, die nur gut zwei Monate später ihre Arbeit aufnahm. Das Parlament hatte zur Annahme des Gesetzentwurfs im Vorfeld folgende Bedingung gestellt: „Der Kongress erklärt hiermit, dass es die Politik der Vereinigten Staaten ist, dass Unternehmungen im Weltall friedlichen Zwecken für den Nutzen der gesamten Menschheit gewidmet sein sollen.“ Bis dahin wurden fast alle Fortschritte der US-Raketentechnik mit Mitteln der Streitkräfte finanziert. Diese Entscheidung traf Eisenhower nicht nur wegen der Hoffnung auf eine bessere Zusammenarbeit mit anderen Ländern, sondern auch, weil er auf weniger Probleme bei Überflügen fremden Territoriums hoffte und vermeiden wollte, das Militärbudget wieder anzuheben. Die Hoffnung, eine zivile Organisation könnte ganz andere Innovationskräfte und Begeisterung freisetzen als militärische Hierarchien, war dabei naheliegend, aber auch die Angst, dass der Weltraum als weiterer Stufe des Wettrüstens militarisiert würde.
In der zweiten Hälfte der 1950er-Jahre konkurrierten die damaligen Atommächte – USA und Großbritannien mit der Sowjetunion –, Atombomben mit nicht nur mit klassischen Bombern, sondern auch mit ballistischer Raketentechnik ins Ziel bringen zu können. Die UdSSR musste von Anfang an auf deutlich größere Raketen setzen. Sie hatte Ende der 1950er-Jahre keine Verbündeten im Umkreis von weniger als 6.000 Kilometern um die USA zur Stationierung dieser Waffen – zudem waren die sowjetischen Atombomben deutlich größer und schwerer als die der USA. Deshalb mussten die Sowjets von Anfang an größere Raketen planen und bauen. Sie waren nun im Vorteil, als es darum ging, den ersten künstlichen Erdtrabanten in eine recht weit entfernte Umlaufbahn zu schicken. Sputnik 2 war mit 508 kg 35-fach schwerer als der erste US-Satellit Explorer 1, mit Sputnik 3 wurden gar 1,300 kg in eine Erdumlaufbahn gebracht, was die große Leistungsfähigkeit der Trägerrakete R-7 bewies.
Unter Führung von Lyndon B. Johnson – damals Mehrheitsführer im US-Senat – entstand daher das Gesetz für eine zivile Weltraumbehörde. Die zivile, aber kleinere Behörde National Advisory Committee for Aeronautics (NACA) wurde mit dem Raketenprogramm der US-Army und mehreren Arbeitsgruppen des Naval Research Laboratory zusammengeführt. Trotz der Absicht, die NASA als rein zivile Organisation zu etablieren, dominierte weiterhin militärisches Denken. Sehr viele Mitarbeiter entstammten militärischen Forschungsgruppen. Die späteren Astronauten für das Mercury-, Gemini- und Apollo-Programm waren – mit einer einzigen Ausnahme – ehemalige Piloten der Air Force oder Navy.
Zudem wurde parallel zum Aufbau der größeren NASA ein zweites, rein militärisches Weltraumprogramm begründet. Es bekam den Namen Advanced Research Project Agency (Behörde für fortgeschrittene Forschungen). Diese koordiniert seitdem alle militärischen Raumfahrtprogamme des Landes, insbesondere Spionagesatelliten-Projekte. Sie trägt mittlerweile den Namen Defense Advanced Research Projects Agency.
Immerhin endeten viele US-Kontinentalraketen zivil: Die ausgemusterten Raketen wurden oft zum Satellitenstart umgerüstet. Raketen für bemannte Raumflüge bauten die Herstellerfirmen aus Sicherheitsgründen stets neu. Erst bei der Saturn-Rakete des Apollo-Programms endete die Nutzung überwiegend militärischer Technik für zivile US-Raumfahrt. Das Space Shuttle war bereits eine weitestgehend zivile Entwicklung. Russland nutzt bis heute für seine bemannten Raumflüge die Sojus (Rakete) als direkte Weiterentwicklung der R-7.

### Raumfahrt und Propaganda
Da die Raumfahrtprogramme beider Seiten im Kalten Krieg von ideologischer Propaganda geprägt waren, etablierten diese jeweils eigene Begriffe für ihre Raumfahrer, „Kosmonaut“ und „Astronaut“. Aus Angst um Prestigeverlust bei dieser Propagandaschlacht wurde bereits beim ersten Lebewesen, das vom Menschen gezielt in eine Umlaufbahn um die Erde befördert wurde, verheimlicht und gelogen. Tatsächlich war die Hündin Laika schon nach etwa fünf bis sieben Stunden Flugzeit unter anderem wegen des defekten Wärmeschutzes an Überhitzung gestorben. Der Öffentlichkeit wurde dies vorenthalten. Mit Woschod 1 startete die Sowjetunion im Oktober 1964 den ersten Flug mit drei Kosmonauten, obwohl diese Kapsel eigentlich nur für zwei Kosmonauten ausgelegt war.

### Nuklearexplosionen auf dem Mond?

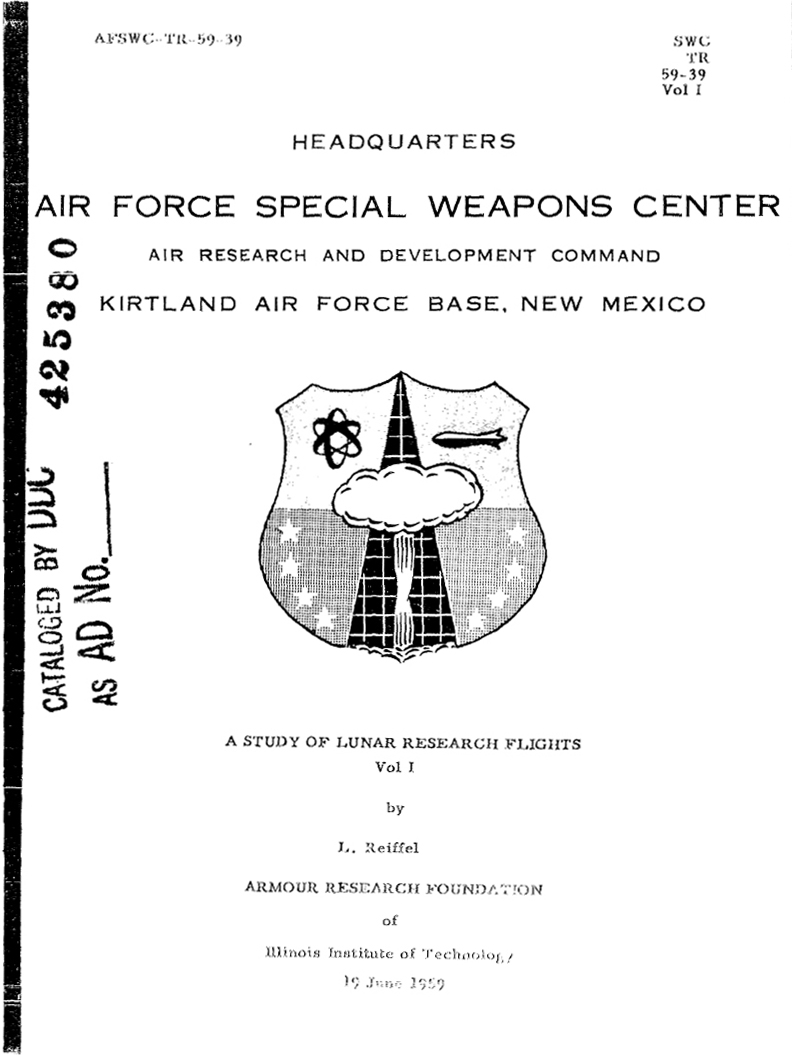
Deckblatt des Berichtes A Study of Lunar Research Flights – Vol. I

Im Projekt A119, auch bekannt als A Study of Lunar Research Flights (deutsch Eine Studie über lunare Forschungsflüge), wurde Ende der 1950er Jahre im Auftrag der United States Air Force ein geheimer Plan entwickelt, eine Nuklearbombe auf dem Mond zu zünden. Ziel war es, durch eine solche Detonation zu demonstrieren, dass die Vereinigten Staaten der Sowjetunion sowie dem Rest der Welt im Weltall technisch und militärisch überlegen seien. Es gab Hoffnungen, solch eine für alle sichtbare Machtdemonstration könnte die Moral der eigenen Bevölkerung nach dem „Sputnikschock“ wieder heben. Das Projekt wurde nie durchgeführt, weil die Verantwortlichen einer bemannten Mondlandung eine stärkere Propagandawirkung auf die US-amerikanische Öffentlichkeit zusprachen. Die Existenz des Projektes blieb bis in die Mitte der 1990er Jahre geheim, bis der Autor Keay Davidson es bei Nachforschungen für seine Biografie über Carl Sagan entdeckte. Die US-Regierung hat eine Beteiligung an der Studie bisher nicht offiziell bestätigt.
Anfang 1957 hatte Edward Teller („Vater der Wasserstoffbombe“ genannt) die Detonation mehrerer Bomben auf und über der Mondoberfläche vorgeschlagen, um die Effekte solcher Explosionen bei der dort verringerten Schwerkraft analysieren zu können. Ende 1969 forderte der am Apolloprogramm beteiligte Wissenschaftler Gary Latham die Zündung einer Kleinst-Atombombe auf dem Mond, um Daten über dessen geologische Zusammensetzung zu gewinnen. Das Vorhaben wurde aber verworfen, da amerikanische Astronomen planten, zu einem späteren Zeitpunkt die natürliche Hintergrundstrahlung des Mondes zu messen.
Damals gab es nur vereinzelt Pressegerüchte um ein fast zeitgleiches vergleichbares sowjetisches Programm, die aber abebbten. Erst 1999 gab der pensionierte Raketenkonstrukteur Boris Jewsejewitsch Tschertok zu, es habe 1958 ein sowjetisches Projekt für eine Atombombe auf dem Mond gegeben. Die Pläne seien aufgegeben worden, weil unklar gewesen sei, ob eine Atomexplosion aufgrund der dünnen Mondatmosphäre überhaupt auf der Erde gut wahrnehmbar gewesen wäre; außerdem seien die technischen Herausforderungen enorm gewesen. Im Oktober 2017 veröffentlichte Matthias Uhl, ein Historiker am Deutschen Historischen Institut Moskau, erstmals Dokumente aus dem russischen Staatsarchiv über das sowjetische Projekt.

### Vom „Wettlauf ins All“ zum „Wettlauf zum Mond“
Der Ersterfolg Juri Gagarins, der am 12. April 1961 als erster Mensch in den Weltraum flog, warf beim frischgewählten US-Präsidenten John F. Kennedy viele Fragen auf. Am 20. April 1961 schickte er – ohnehin schon durch den verpatzten Invasionsversuch in Kubas Schweinebucht politisch blamiert – an seinen Vizepräsidenten Lyndon B. Johnson folgende Notiz:
„Haben wir eine Chance, die Sowjets zu schlagen, indem wir ein Labor im Weltraum errichten oder durch einen Flug um den Mond oder durch eine Rakete zur Landung auf dem Mond, die einen Menschen hin- und zurückbringt?“
Johnson ließ sich von Wernher von Braun und einer Arbeitsgruppe von Raketeningenieuren beraten. In von Brauns Gutachten vom 29. April 1961 findet sich die Einschätzung, dass die Sowjetunion beim Errichten einer erdnahen Raumstation kaum zeitlich zu schlagen sei. Allerdings bestünde eine realistische Chance, ein dreiköpfiges Astronautenteam noch vor den Konkurrenten um den Mond zu schicken und bei einem „Wettlauf um die erste Mondlandung“ seien die Aussichten auf einen „Sieg“ sehr gut. Am 8. Mai 1961 legte Johnson seinem Präsidenten die Untersuchungsergebnisse vor. Der Bericht war unterzeichnet von James Webb (Verwaltungschef NASA) und Robert McNamara (US-Verteidigungsminister). Sie empfahlen: „noch vor Ende des Jahrzehnts“ eine bemannte Mondmission durchzuführen, da Amerika dringend Projekte brauche, mit denen sich das nationale Prestige verbessern lasse, und zudem wörtlich: „Unsere Fähigkeiten sind ein wichtiges Element im internationalen Wettstreit zwischen dem sowjetischen System und dem unsrigen“. Für beide stellte die Erforschung des Mondes und der erdnahen Planeten „ein Teil des Kampfes an den fließenden Fronten des Kalten Krieges“ dar. Daraufhin verkündete der Präsident in einer Sondersitzung des Kongresses am 25. Mai 1961 öffentlich sein Vorhaben, noch vor Ende des Jahrzehnts einen Menschen auf dem Mond landen zu lassen.
Im selben Jahr prophezeite Kennedy beim Entwurf des Apollo-Programms optimistisch: „Kein Weltraumprojekt wird bei der gesamten Menschheit mehr Eindruck hinterlassen und bedeutender für die langfristige Eroberung des Weltraums sein“.
Die offene Annahme der sowjetischen Herausforderung wurde von der Presse überwiegend positiv aufgenommen und als eine angebrachte Reaktion angesehen. The Washington Star sah aber nicht, wie andere Zeitungen, nur Abenteuer eines sportlichen Wettkampfes um Weltraum-Ersterfolge voraus, sondern auch „Schweiß, Arbeit und Tränen eines mittelgroßen Krieges“ und eine Aufgabe von größerer Komplexität als das Manhattan-Projekt.
Am 12. September 1962 hielt Kennedy im Rice Stadium seine berühmte Rede, in der er die USA darauf einschwor, bis zum Ende des Jahrzehnts einen Mann auf den Mond zu landen und ihn wieder sicher zurückzubringen. Nur etwa zwei Monate später sah Kennedy das Raumfahrtprogramm in einer Besprechung mit NASA-Leitern und Vertretern des Bureau of the Budget (BOB) emotionslos als bloßes politisches Instrument: „Die Sowjetunion hat dies als einen Test der Systeme begonnen. Dies ist der Grund, warum wir es machen.“ Auf die Frage, Raumfahrtunternehmungen auch über Apollo hinaus zu unterstützen, erwiderte er: „Wir sollten diese Art von Geldausgabe nicht machen, weil ich am Weltraum nicht interessiert bin.“:68
Auch die Bezeichnung „Wettlauf zum Mond“ (engl. „Moon Race“) war eine – in etwas abgewandelter Form – von den Massenmedien erfundene Bezeichnung. In der Folgezeit des ersten Mondlandungserfolges der USA betonte die sowjetische Führung immer wieder, dass sie nie eine bemannte Landung auf dem Erdtrabanten geplant habe und die amerikanischen Bemühungen gleichsam nur ein Schattenboxen gewesen seien. Nach dem „Kalten Krieg“ freigegebenes Material und Aussagen von Verantwortlichen des sowjetischen Weltraumprogramms zur Zeit Chruschtschows und Leonid Breschnews belegen dies nur für die ersten Jahre nach der Ankündigung Kennedys einer bemannten Ladung.
Bei seinem ersten Gipfeltreffen schlug Kennedy Chruschtschow im Juni 1961 vor, eine gemeinsame bemannte amerikanisch-sowjetische Mondexpedition zu unternehmen. Dieser ging darauf nicht ein, was zumindest teilweise daran lag, dass die Sowjetunion von der Ankündigung eines US-Landungsvorhabens überrascht worden war. Die sowjetische Führung war so sehr von ihrem raumfahrttechnischen Vorsprung überzeugt gewesen, dass sie eine Konkurrenz der USA auf diesem Gebiet nie ernsthaft erwogen hatte. Erst nach einer mehr als dreijährigen internen Politdebatte kündigte die UdSSR – und auch dann nur zögernd – ein eigenes bemanntes Mondlandungsprogramm an. Bis dahin hatten die einflussreichen und zerstrittenen Chefs der sowjetischen Entwicklungsbüros zäh um Zuständigkeiten und Mittel für solche Unternehmungen gekämpft. Die Streitereien verzögerten die Ausarbeitung eines koordinierten Aktionsplans und auch später die Arbeit daran. Eines der Entwicklungsbüros leitete Sergei Koroljow, der „russische Wernher von Braun“. Seine Tätigkeit war so geheim, dass zu seinen Lebzeiten nur vom „Chefkonstrukteur“ die Rede war; erst nach seinem Tode wurde überhaupt sein Name öffentlich genannt.
Während es zuvor beim „Wettlauf ins All“ sozusagen die „Wettläufer“ beider Seiten auch bildlich gab (z. B. Juri Gagarin und Alan Shepard), waren für die Massenmedien nur US-Akteure medial greifbar. Auch die US-Geheimdienste rätselten stets über mögliche Akteure, Zielsetzungen, und die technischen Möglichkeiten der UdSSR.
Kennedy stand dem Gedanken an einen Wettstreit im Weltall mit gemischten Gefühlen gegenüber. Schon in seiner Antrittsrede hatte er der UdSSR vorgeschlagen, „den Weltraum gemeinsam zu erkunden“. Kurz nach seiner Vereidigung forderte er NASA und US-Außenministerium zur Plan-Entwicklung für eine verstärkte amerikanisch-sowjetischen Kooperation in der Raumfahrt auf. Am Tag, an dem Kennedy die ausgearbeiteten Pläne überreicht wurden, umrundete Gagarin bereits die Erde. Daraufhin beschloss er, die USA sollten eine Raumfahrtdominanz anstreben, auch wenn sein eigentliches Ziel ein anderes war. In seiner Rede vor der Generalversammlung der Vereinten Nationen am 20. September 1963 stellte er nochmals die Frage in den Raum: „Warum sollte der erste Flug eines Menschen zum Mond das Ergebnis eines Wettstreits von Nationen sein?“

### Medien und Heroisierung

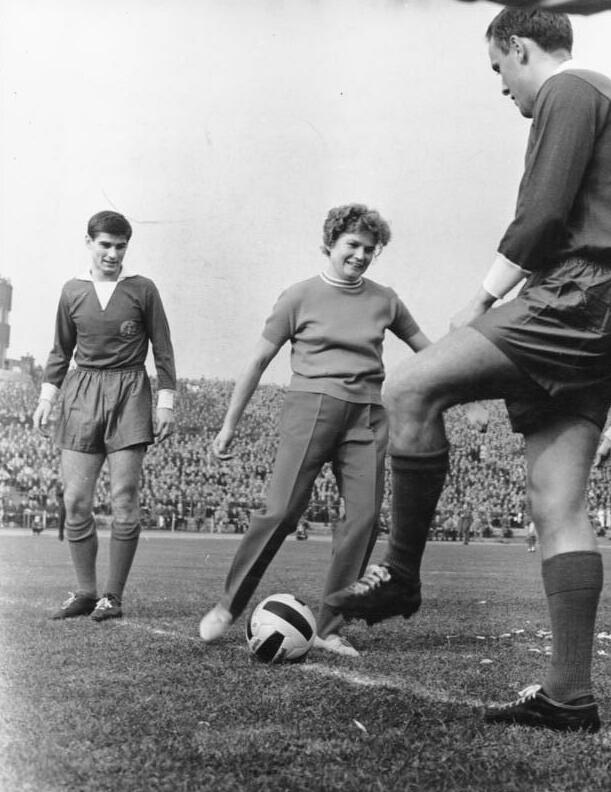
Walentina Tereschkowa beim Fußballspiel DDR-Ungarn. Walter-Ulbricht-Stadion, 1963.

Für die Wahrnehmung in der Öffentlichkeit dieses Konkurrenzkampfes nach innen und außen war die mediale Vermittlung Voraussetzung. Ohne die Medien wäre dieser Wettstreit im All auf der Erde nicht zu verfolgen gewesen. Jede sowjetische oder amerikanische Mondmission rief eine Fülle an Medienreaktionen hervor. Dabei beschränkten sich die Medien nicht auf eine Rolle als passive Beobachter, denn die beteiligten Astronauten und Kosmonauten wurden als neue „Helden“ des „Kalten Krieges“ stilisiert.:14 Aufgrund der schwierigen Abschätzbarkeit aller organischen Belastungen, denen ein Astronaut im Einsatz ausgesetzt sein würde, wurde bei der Auswahl der Kandidaten großer Wert auf körperliche Fitness und Leistungsfähigkeit gelegt. Die Testflüge und Trainingsprogramme machten die größten Schlagzeilen in den Medien. Vor allem die ersten Astronauten galten in der öffentlichen Wahrnehmung als die Topleute unter den Jetpiloten. Sie wurden als smarte Einzelgänger, ausgestattet mit unerschütterlichem Mut und schier übermenschlicher Physis, als so etwas wie Superhelden dargestellt und dabei gleichzeitig als volkstümliche Familienväter medial aufbereitet. Genau betrachtet waren die Raumfahrertätigkeiten aber fast ausschließlich Teamarbeit.:133–135,172 Weltraumforschung wurde zudem schon sehr frühzeitig mit der Sprache von Sportberichterstattungen vermittelt und als sportlicher Wettstreit inszeniert. Ein weiteres Beispiel ist 1957 die Betitelung der erfolgreichen Sputnikmission als „Ausgleich“ in einer westdeutschen Zeitschrift. Dabei war offensichtlich, dass mit den Verbesserungen in der Raketentechnologie auch die militärischen Möglichkeiten anwuchsen. Genauso wie es jetzt möglich war Raketen präzise in Erdumlaufbahnen zu schießen, wurde es nun auch möglich, die entlegensten Winkel der Erde zu treffen.
Im Jahre 1959 hatte die Sowjetunion in einem geheimen Auswahlverfahren begonnen, unter dreitausend Kampfpiloten nach idealen Kosmonauten zu suchen. Im März 1960 begann die Ausbildung der 12 ausgewählten Kandidaten – ohne, dass diese wussten, was genau mit ihnen vorgesehen war. Der von prestigesüchtigen Politikern auf beiden Seiten der konkurrierenden Militärtitanen immer stärker ausgeübte Zeitdruck auf Forscher bei der Produktion immer neuer kosmischer Sensationen führte, etwa bei Gagarins Erfolgsflug, zu Beinahekatastrophen – aber auch zu Opfern. Der Wissenschaftspublizist und langjährige NASA-Mitarbeiter Harro Zimmer:
„Der Flug von Juri Gagarin war mit erheblichen Problemen bei der Rückkehr behaftet, das Versorgungsteil trennte sich nicht sauber von der Landeeinheit ab, das hätte beim Wiedereintritt in die Erdatmosphäre ein großes Desaster gegeben, außerdem fing dieses ganze System an zu rotieren, Gagarin hätte also keine allzu große Chance gehabt, wenn die Automatik nicht im letzten Augenblick die Abtrennung vollzogen hätte. Die Kosmonauten in den Raumschiffen der Vostok-Serie waren ja kaum in der Lage – das war auch Absicht – selbständig zu manövrieren, sie waren letztlich genau genommen nur aufmerksame Mitreisende.“
Ungefähr einen Monat nach Gagarin schickten die USA mit Alan Shepard erstmals einen Astronauten in den Weltraum. Die Sowjets erzielten im Juni 1963 mit der ersten Kosmonautin Walentina Tereschkowa, die zudem knapp 3 Tage im Orbit aushielt, wiederum einen Ersterfolg. Nach ihrer erfolgreichen Rückkehr wurde sie im gesamten Ostblock als Symbol für die Gleichberechtigung der Frau im Sozialismus herumgereicht. Die Sowjetfrau Tereschkowa hatte damit ihre propagandistische Schuldigkeit getan. Bis 1980 blieben Flüge in den Kosmos auf Seiten der UdSSR fortan wieder männlichen Kosmonauten vorbehalten.

### „Versportlichung“ der Raumfahrtprogramme

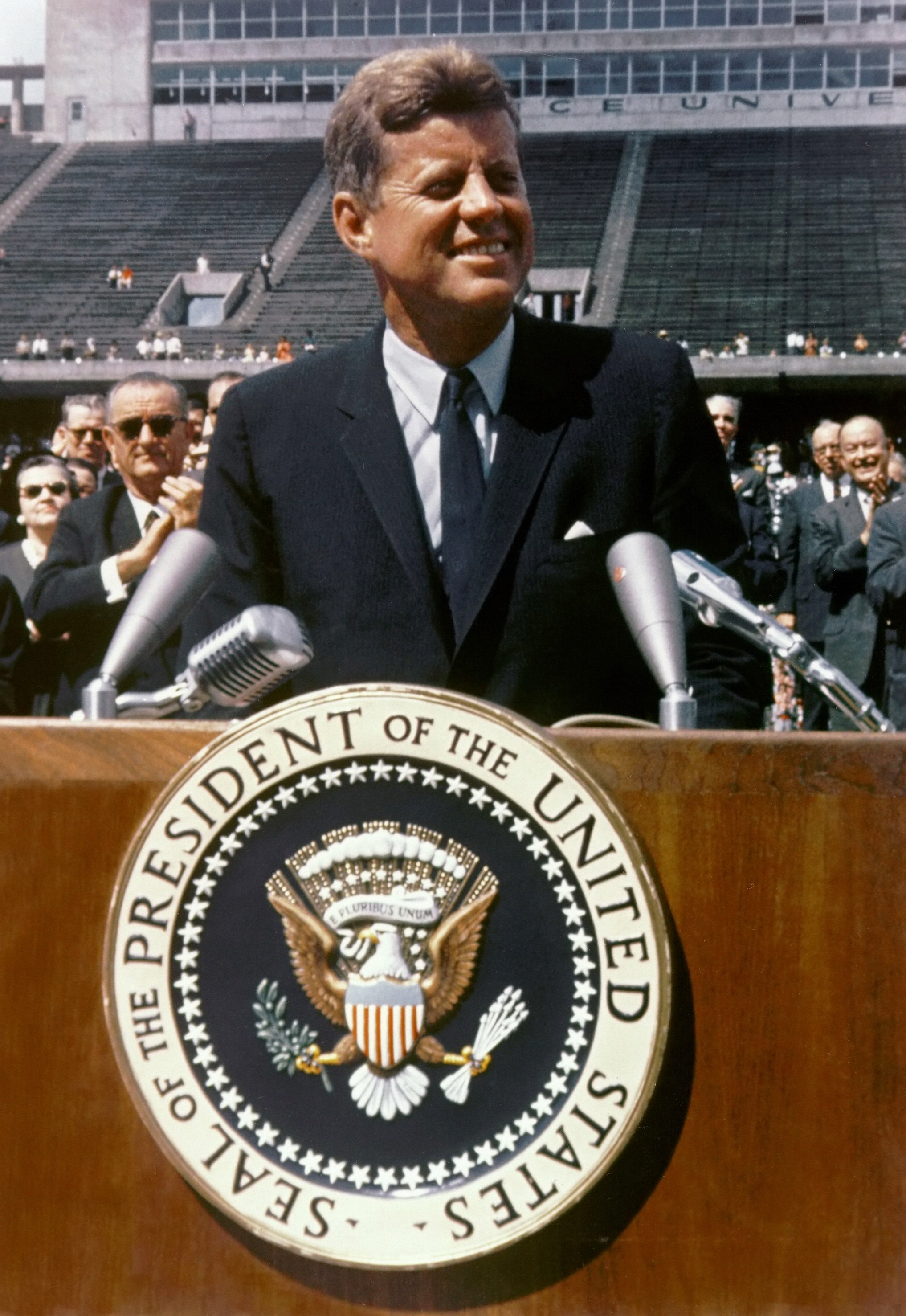
Kennedys Rede (Sportstadion Rice Stadium) über sein Weltraumprogramm 1962

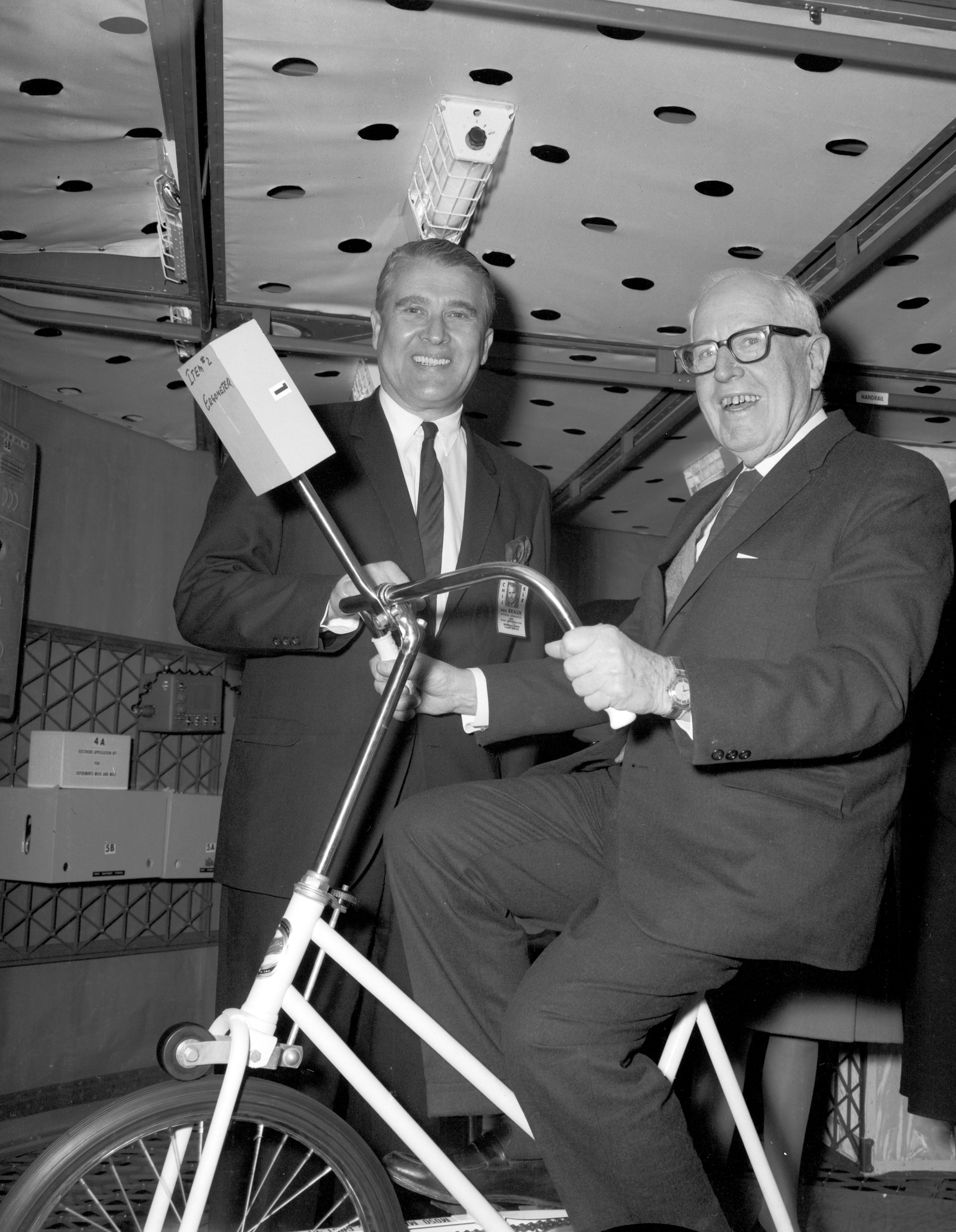
NASA-Foto: Kongress-Abgeordneter George Paul Miller (auf Heimtrainer sitzend) besucht den Direktor des Marshall Space Flight Center Wernher von Braun. Miller war 1961–73 Ausschuss-Vorsitzender für Wissenschaft/Raumfahrt. In diese Zeit fielen alle bemannten Mondlandungen.

Politik und Medien glorifizierten in den 1960ern das Ringen um kosmische Überlegenheit und allgemeine Begeisterung für den Schauplatz und seine Akteure. Damit ließen sie um die NASA eine Art Zirkusatmosphäre entstehen. Einerseits missfiel der gebildeten Elite der Vereinigten Staaten diese Aura, andererseits sprach es das Massenpublikum durchaus an. Der Fachautor und Kritiker Carl Dreher legte enttäuscht dar, dass der amerikanische Steuerzahler in der bemannten Raumfahrt eine Art von neuen Breitensport für sich entdeckt hätte. In der Astronautendarstellung häufig verwendete Vokabeln waren, bei Befürwortern und ebenso bei Gegnern des durchaus ernst zu nehmenden gleichzeitigen Aufrüsten im All, Weltraumolympiade und -spektakel. Dies verweist auf eine bisweilen sportlich unterhaltsame Komponente in der Rezeption und ermöglichte, ähnlich wie beim Begriff „Wettrüsten“ eine verharmlosende und spielerische Auseinandersetzung mit der entstandenen Weltraum-Front im „Kalten Krieg“. Moon Race war eine weitere Sport-Konnotation in einer Fülle weiterer vergleichbarer in den Medien.:169–170
Der deutsch-britische Journalist, Publizist und Schriftsteller Sebastian Haffner verglich die Emotionen in Russland nach dem Weltraumflug Gagarins mit jenen in Deutschland nach dem Gewinn einer Fußballweltmeisterschaft und stellte zugleich den „sportlichen“ Charakter des „Wettrennens ins All“ heraus: „Grund genug zur Freude in Rußland – derartiger Freude, die in Deutschland empfunden wurde, als die deutsche Nationalelf 1954 die Fußballweltmeisterschaft gewann. Aber dieser sportliche Erfolg sagt weder etwas über die Überlegenheit des russischen (oder deutschen) Regierungs- und Wirtschaftssystems noch über den menschheitsgeschichtlichen Wert des bemannten Raumschusses (oder des Fußballsports) aus.“ Durch die Metapher von einem sportlichen Wettlauf konnte ein ganz anderes Vokabular erschlossen werden, als wenn über den Konkurrenzkampf im All als politisch-militärische Auseinandersetzung berichtet worden wäre. Dadurch wurde eine sanftere, Friedlichkeit vorspiegelnde Wortwahl möglich, welche für die mediale Inszenierung bedeutsam war.:169 Das ganze „Wettrennen ins All“ war ein Prestigeduell im Kalten Krieg, in dem viel Wert auf ein friedliches Image gelegt wurde. Beide Seiten betonten immer den friedlichen Charakter ihrer Weltraumforschung. Die Sprachwahl war, neben den stilisierbaren Protagonisten des „Wettrennens ins All“, den „Helden“, einer der Gründe für die Popularität der Raumfahrt in den 60ern. Durch diese Sprachwahl konnte ein breiteres Publikum angesprochen werden, ein hochpolitisches Thema wurde für breite Massen dadurch „lesbar“, beziehungsweise damit aufbereitet.:168–173
Der Gebrauch einer beschönigenden Ausdrucksweise ist im politischen Sektor ein gängiges Phänomen. Nachdem die Sowjetunion mit Juri Gagarin den ersten Menschen ins All befördert hatte, war der angebliche „Wettlauf ins All“ genau genommen endgültig entschieden. Nach einer Serie von Ersterfolgen der Sowjetunion wurde aber ein „Wettlauf zum Mond“ ausgerufen, den die Vereinigten Staaten „gewannen“.
Diese Großprojekte waren nicht so etwas wie Sportveranstaltungen, wie die euphemistischen Ausdrücke Wettlauf und -rennen implizierten. Aber als die Sowjetunion erstmals an den olympischen Sommerspielen im Jahr 1952 teilnahm, bekam Sport und seine Großveranstaltungen bereits eine propagandistische Funktion im „Kalten Krieg“. Es war in diesem Punkt hier kein Wettlaufen von Menschen, sondern vielmehr ein Wettfliegen von Raketen unter enormen technischem Aufwand. Dem sportlichen Wettkampf der politischen Systeme bei den Olympiaden und dem Aufstellen immer neuer sportlicher Weltrekorde auf der Erde, folgte eine bisher ungekannte Technikschlacht im All, bei der die – zugegeben auch sportliche – Leistung der Beteiligten überbetont wurde. Es ging hier sehr verstärkt um die Beherrschung von Technik und nicht des eigenen Körpers. Während für die körperliche Betätigung des Laufens grundsätzlich keine technischen Hilfsmittel nötig sind, wird in der bemannten Raumfahrt ein exorbitanter technischer und finanzieller Aufwand betrieben. Der Mensch gerät als Raumfahrer vielmehr im Gegensatz zu einem sportlichen Wettkampf zunehmend indirekt in eine körperliche Beanspruchung, bis hin zu einer Überbeanspruchung. Somit wurde der Ausweitung des „Kalten Krieges“ in das Weltall eine sportliche Dimension angedichtet, die es nur sehr indirekt gab. Diese Vorgehensweise wurde in der Presse übernommen, wie zum Beispiel das Verteilen von Punkten – in Tabellenform vergleichbar mit einem Medaillenspiegel bei Olympiaden – für Raumfahrterfolge zeigte; in Zuordnung nach dem jeweiligen politischen System.
Als Ablenkungsmanöver zur Ausweitung des Wettrüstens ins All bot sich mit einer Umschreibung als „Wettlauf“/„Wettrennen“ ins All oder zum Mond eine gute Möglichkeit. Der erbittert geführte hochtechnologische Wettstreit, um die Erst-Erfolge im Weltall und später besonders auf dem Weg zum Mond, war wegen seiner einzigartigen Symbolik wohl der wichtigste „Ersatzkrieg“ in der Zeit des „Kalten Krieges“.:10 Im englischen Sprachraum gab es die Bezeichnung „Space Race“, was die Sache in Richtung einer Rennveranstaltung deuten ließ. Ein Foto vom Betreten des Mondes, welches Armstrong anfertigte, gilt bis heute als Inbegriff des amerikanischen Sieges im „Space Race“ und avancierte schnell zu einer der Medienikonen des 20. Jahrhunderts. Dieses „Space Race“ kann in erster Linie als ein Widerstreit um die Vorherrschaft von Ideologien, Bildern oder Bilddeutungen, welche die kollektiven Vorstellungswelten prägen oder prägen sollen – also immer auch als ein „Picture Race“ (Krieg der Bilder) oder ein „Clash of Icons“ (Aufeinandertreffen von Symbolen), gesehen werden.

### Die Rolle der Inszenierung
Um das im Grunde von den USA schon verlorene „Space Race“ medial doch noch „gewinnen“ zu können, wurde dieses im folgenden „Moon Race“ großangelegt inszeniert.
Die russische Raumsonde Lunik 2 war im Jahr 1959 das erste Objekt von Menschenhand auf dem Mond. Sie erfuhr allerdings ein wesentlich geringeres Medienecho als die zehn Jahre spätere amerikanische und bemannte Mondlandung.
Der Historiker Frank Bösch legt dar, dass es unerwartete und inszenierte Ereignisse in der Medienwelt gibt. Die erste bemannte Mondlandung gehört zu den inszenierten, in dem Sinne, dass die Geschehnisse von Anfang an minutiös geplant wurden. Da umfangreiche Informationen von der NASA bereits lange vor dem Flug an Journalisten weitergegeben wurden, waren Artikel schon vor der Landung geschrieben und wurden zum Beispiel nur noch um die tatsächliche Flugdauer ergänzt. Der Doktorand am Lehrstuhl für Fachjournalistik an der Universität Gießen, Paul Berten, zum Thema erste bemannte Mondlandung:
„Apollo 11 verlief so perfekt, so nahtlos und wurde auch so geschildert und zudem, was man dazu auch hinzufügen muss, es war alles vorher schon bekannt. Es gab also sozusagen nichts überraschendes, nichts neues. Man hatte alle Bilder im Endeffekt in Simulationen schon gesehen.“(sic!)
Bösch betont, dass Medien nicht nur Infos übertragen, sie bieten auch eine Lesart an. Sie betten das Geschehen oft in bereits Bekanntes ein, ziehen Parallelen zu anderen Ereignissen oder knüpfen an etablierte Vorstellungen der Konsumenten an. Dies gibt ihren Berichterstattungen einen spezifischen Sinn. Die Lesart, in den westlichen Medien, der Astronauten als „Helden“ die den Weltraum und den Mond erobern knüpft an die sogenannte Frontierstory an:
„… die Frontierstory verweist auf einen eigentlich der USA inhärenten Mythos, sehr verankert in der Amerikanischen Kultur, der diese Romantisierung der ersten Pioniere in dem Wildenwesten umschreibt. im Endeffekt eine Heldengeschichte mit einem kleinen Twist, in dem eben die lebensfeindliche Umwelt eine sehr wichtige Rolle bekommt. Und es gibt so diesen zu erobernden Ort in der Frontierstory, eben diesen Westen, der erschlossen wird, durch mutige Männer.“(sic!)

### „Frontierism“
Im Wahlkampf 1960 verkündete Kennedy das Regierungsprogramm der New Frontier: Nach dem Vorbild der amerikanischen Siedler gelte es, „Neues Grenzland“ zu erobern. Es werde in seiner Präsidentschaft um die unerfüllten Hoffnungen und Träume gehen, die ungelösten Probleme von Krieg und Frieden, die ungeordneten Nischen von Ignoranz und Vorurteil sowie die unbeantworteten Fragen von Armut und Überfluss. Außerdem sollten die USA als technologisch höchst entwickelte Nation der Erde angesichts von Kaltem Krieg und Sputnikschock den Kampf um die Vorherrschaft im Weltraum aufnehmen, weshalb er die erste bemannte Mondlandung ankündige.
Unter anderem in den bedeutsameren Veröffentlichungen 1893 und 1932 des US-amerikanischen Historiker Frederick Jackson Turner, stellte dieser die These auf, dass der angebliche American Exceptionalism ein Ergebnis der kontinuierlichen Interaktion von Zivilisation und Wildnis an der amerikanischen Frontier (im Sinne von Landesgrenze/Grenzland) sei. Der dauerhafte Kampf mit einer menschen- und zvilisationsfeindlichen Natur habe den USA eine Position außerhalb angeblich üblicher Regeln und Gesetze in der Geschichte der Menschheit verschafft. Die Grundvoraussetzungen, unter denen sich die amerikanische Gesellschaft entwickelte habe, seien so signifikant anders gewesen, dass sie von den Problemen und Rahmenbedingungen der Gesellschaften Europas frei gewesen waren. Turner wird seitdem mit dem Begriff Frontierism (Frontierthese) und dem auf ihn zurückgehenden Begriff Frontier Society in Verbindung gebracht. Er wird zu den bedeutendsten Historikern der USA gezählt. Die Frontierthese und der amerikanische Exzeptionalismus sind heute umstrittene oder zumindest fragwürdige Konzepte der Kulturgeschichte, haben aber allgemein die amerikanische Geschichtsschreibung im 20. Jahrhundert nachhaltig geprägt oder beeinflusst. Das angeblich aus einer US-amerikanischen Erfahrung ableitbare Konzept eines Grenzlandes zwischen „Zivilisation“ und „Wildnis“ wurde zum Beispiel auch in der Science-Fiction neu aufgegriffen, wo das Grenzland zwischen be- und unbewohnten Regionen des All als Frontier dargestellt wird. Auch in der real existierenden Raumfahrt und in dem teilweise vorhandenem Drang „Neue Welten“ zu besiedeln, wird das All weit verbreitet als neues Frontier angesehen.

### Die bemannte Mondlandung

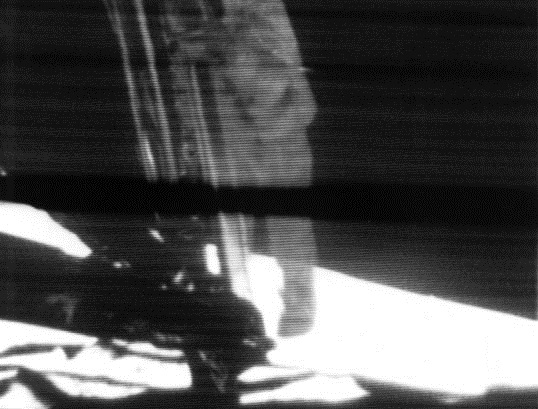
Kameraaufnahme: Neil Armstrong beim „Sieg im Space Race“. Meist wurden fälschlicherweise Farbfotos, die Buzz Aldrin zeigen, in den Medien verwendet.

Apollo 11 funktionierte technisch gesehen und wurde zumindest von westlichen Medien wie von der NASA beabsichtigt gedeutet. Den Stellenwert dieser Apollo-Mission für die Geschichtsschreibung legte Armstrong fest, als er seinen linken Fuß auf den Erdtrabanten setzte: „Ein kleiner Schritt für einen Menschen, ein riesiger Sprung für die Menschheit.“
Die erste bemannte Mondlandung war das erste und größte globale Medienereignis in der Menschheitsgeschichte und wurde vom Fernsehen erzeugt. Es war eine verheißungsvolle Gleichzeitigkeit von einem Sechstel der Weltbevölkerung, welche die Geschehnisse live verfolgte. Produziert wurde ein vielerinnerter Augenblick der Gleichzeitigkeit, dem die kurzlebige Hoffnung auf eine ganz bestimmte Weltgemeinschaft innewohnte. Das Fernsehen stellte gemeinsam mit dem Hörfunk bei den Konsumenten einen Live-Moment von Frieden und Harmonie her, den es aber nur sehr bedingt gab, und zog auch mit Hoffnungen auf eine friedlichere und bessere Welt die Menschen vor die Empfangsgeräte. Die Verheißung von Gleichzeitigkeit ist allgemein nicht nur ein Merkmal von Demokratien. Auch Religionen und Diktaturen versprechen sich von der Synchronisierung menschlicher Tätigkeiten Unmittelbarkeit, kollektive Dynamik und Harmonie. Dieses Ereignis war ein kulturelles Schlüsselereignis wie schon zuvor die Reformation (1517–1648) oder die Französische Revolution (1789). Es beruhte dabei auf spezifischen medialen Strukturen, die alle diese Vorgänge erst zu Ereignissen machten – kollektive Wahrnehmungen und Emotionen prägten. Die Speicherung im kollektiven Gedächtnis ist in Europa im Vergleich zu diesen einschneidenden und auch viel mehr Zeit in Anspruch nehmenden Ereignissen nicht minder medial und stark geprägt, obwohl das Betreten des Mondes durch einen Menschen nur ein vergleichsweise kleiner, aber auch miterlebbarer Moment war.
Die Einwohner der sozialistischen Volksdemokratien bekamen nicht die Möglichkeit, die Sache unmittelbar mitzuverfolgen. Der DDR-Rundfunk kommentierte die Rückkehr der US-Astronauten mit Anspielungen auf den Vietnamkrieg, an dem die Amerikaner ohne Kriegserklärung bereits seit Jahren beteiligt waren:
„Sie sind gelandet, die Männer mit dem Adler auf der Brust, der einen Ölzweig in den Krallen hält als Zeichen des Friedens. Und sie wurden herzlich begrüßt von Politikern und Generalen, die ansonsten Napalmbomben in den Krallen halten als Waffen des Krieges.“
Der israelische Kommunikationswissenschaftler Elihu Katz bezeichnet gemeinsam mit dem französischen Medienforscher Daniel Dayan Medienereignisse als new narrative genre und unterscheidet drei Formen der Narrativierung: Contest (z. B. Sportereignisse), Coronations (z. B. Hochzeiten oder Beerdigungen) und als Conquest (übersetzt: Eroberung) unter anderem die erste bemannte Mondlandung.
Die bemannte Raumfahrt geriet später aufgrund ihrer immensen Kosten immer mehr in die öffentliche Kritik. Laut Kritikern wie die Nobelpreisträger Richard Feynman und Paul Krugman habe die bemannte Raumfahrt noch nie einen grundlegenden wissenschaftlichen Durchbruch hervorgebracht.

### „Wettlauf zum Mars“
Eine Kontinuität erfuhren die sportlichen Begrifflichkeiten in den geplanten Marsexpeditionen, welche in den Medien ebenfalls als Wettläufe und -rennen zum Mars ausgerufen wurden. Auch nach Ende des „Kalten Krieges“ bleibt die Sache ein Politikum. Was in Zeiten des Kalten Krieges als Wettstreit zwischen den beiden Supermächten begann, soll heute dem Selbstbewusstsein der Länder Europas und auch anderer in der ESA – zudem zum Beispiel Indien, Japan und China – dienen.
Der US-amerikanische Futurologe Alvin Toffler sah eine große Zukunftsperspektive im All und im Aufbruch in den Weltraum einen Triumph des Ingenieurswesens; einen Höhepunkt des Industriezeitalters. Raumfahrt wird seiner Vorausschau nach zukünftig von kleineren Konsortien übernommen, die nicht unbedingt aus Regierungen bestehen müssen. Damit würde ein neuer Wettlauf ins All beginnen, diesmal zwischen privaten Unternehmen.

## Stationen

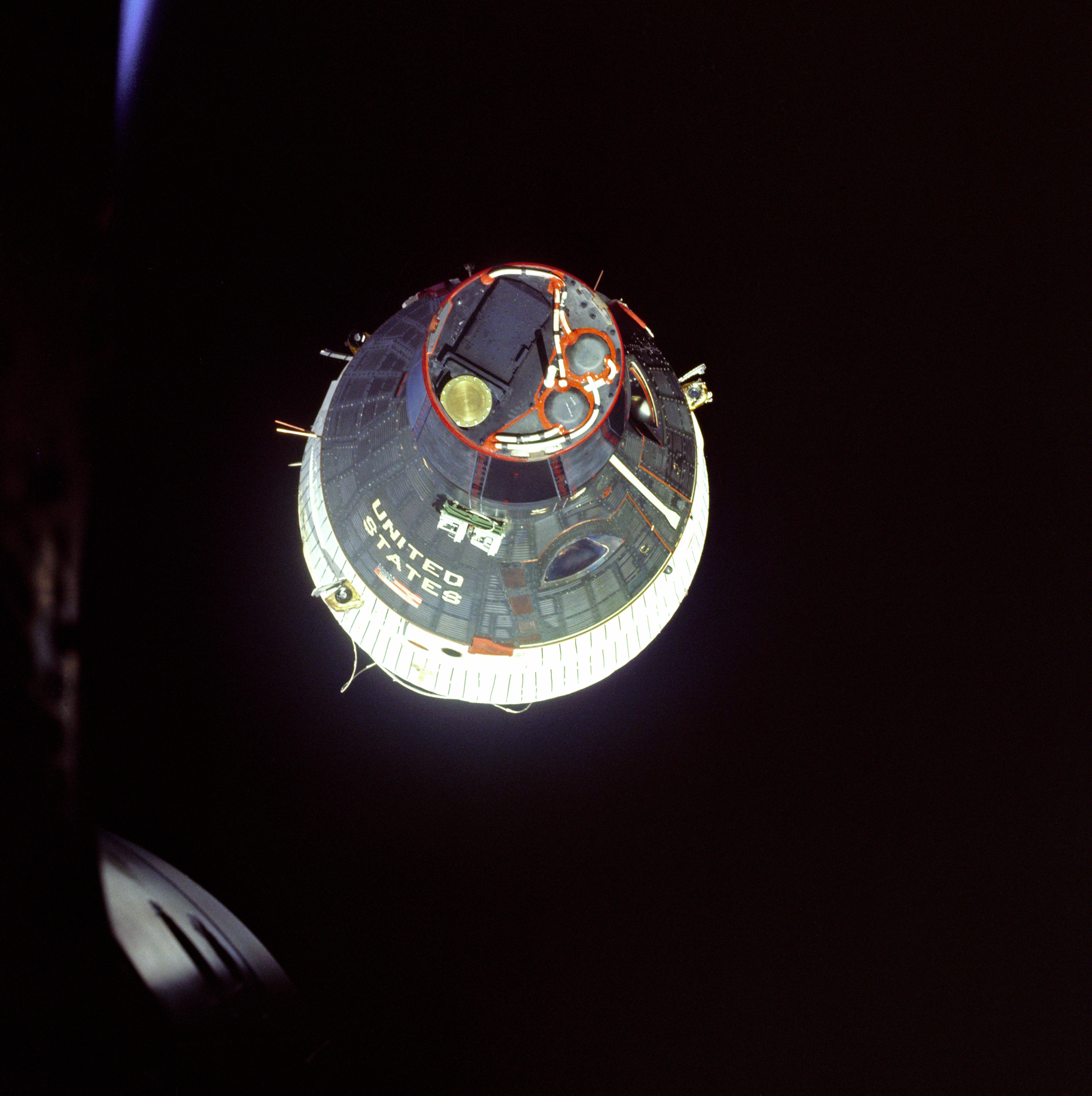
Rendezvous von Gemini 6 und 7

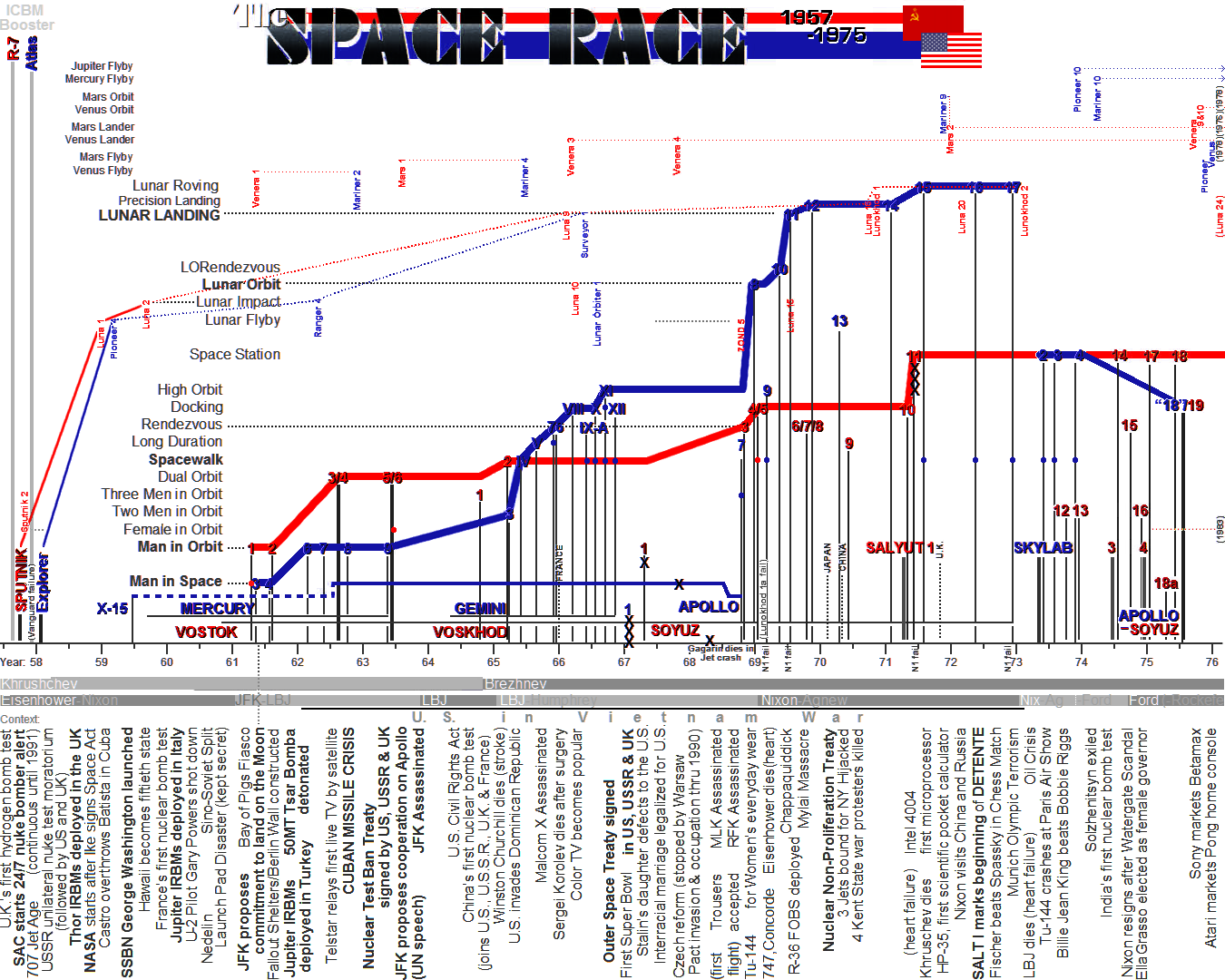
Russische und amerikanische Meilensteine während des „Space Race“

- 4. Oktober 1957 – Die Sowjetunion bringt mit Sputnik 1 den ersten künstlichen Satelliten ins All. Hierbei handelte es sich um eine verschlossene Kugel mit einem Radiosender, der weltweit empfangen werden konnte. Der Schock war in der westlichen Welt und vor allem in den USA so groß, dass von da an vom „Sputnik-Schock“ gesprochen wurde.
- November 1957 – Die Sowjetunion bringt mit der Hündin Laika in Sputnik 2 das erste Lebewesen in eine Umlaufbahn um die Erde ins All. Eine Rückkehr war nie vorgesehen. Laika stirbt wenige Stunden nach dem Start, vermutlich an Überhitzung und Stress.
- Februar 1958 – Es gelingt den USA, mit Explorer 1 einen künstlichen Satelliten ins All zu schicken. Anders als Sputnik 1 ist er bereits in der Lage, wissenschaftliche Untersuchungen vorzunehmen.
- Mai 1958 – Die Sowjetunion bringt mit Sputnik 3 den ersten großen Satelliten mit zwölf wissenschaftlichen Instrumenten ins All.
- 13. September 1959 – Lunik 2 ist eine Raumsonde der Sowjetunion und die erste Mondsonde, die gezielt auf dem Mond aufschlägt. Sie ist damit das erste künstliche Objekt auf dem Mond von Menschenhand.
- 12. April 1961 – Der sowjetische Fliegeroffizier Juri Gagarin stößt an Bord des Raumschiffes Wostok 1 als erster Mensch ins Weltall vor und umkreist einmal die Erde.
- 5. Mai 1961 – Der erste US-Amerikaner Alan Shepard ist mit einem Mercury-Raumschiff im All, allerdings nur mit einem ballistischen und suborbitalen Flug. Präsident Kennedy verkündet am 25. Mai 1961, dass die USA noch vor Ende des Jahrzehnts einen Menschen zum Mond schicken und wieder heil zurückbringen werden.
- Februar 1962 – John Glenn gelingt als erstem amerikanischen Astronauten mit seinem Mercury-Raumschiff eine Mehrfach-Umkreisung der Erde. Er bleibt insgesamt fünf Stunden im All.
- Juni 1963 – Walentina Tereschkowa die erste Frau im Weltall. Sie umkreist die Erde in 70,8 Stunden 48 mal in der Wostok 6. Dafür wurde ihr die Ehrung „Held der Sowjetunion“ zuteil.
- Oktober 1964 – Mit Woschod 1 startet erstmals ein Raumschiff mit einer mehrköpfigen Besatzung. Zugleich sind der Konstrukteur Konstantin Feoktistow und der Arzt Boris Jegorow die ersten Zivilisten im All.
- März 1965 – Der sowjetische Kosmonaut Alexei Leonow schwebt, nur mit einer Leine gesichert, für 12 Minuten außerhalb des Raumschiffes und führt damit den ersten Außenbordeinsatz durch. Drei Monate später verlässt der Amerikaner Edward White ebenfalls sein Gemini-Raumschiff für einen 20-minütigen Weltraumausstieg.
- Februar 1966 – Der Sowjetunion gelingt die erste weiche unbemannte Mondlandung mit der Sonde Luna 9. Im Juni 1966 landen auch die Amerikaner ihre unbemannte Sonde Surveyor 1 auf der Mondoberfläche.
- Januar 1967 – Das amerikanische Mondprogramm erleidet einen dramatischen Rückschlag, als die drei Astronauten Edward White, Roger Chaffee und Gus Grissom an Bord der Kommandokapsel Apollo 1 bei einem Bodentest durch einen Brand ums Leben kommen. Kurze Zeit später hat auch die Sowjetunion ein Opfer im Wettlauf ins All zu beklagen: Der Kosmonaut Wladimir Komarow stirbt, als die Landekapsel von Sojus 1 nach dem Wiedereintritt in die Atmosphäre durch Fallschirmversagen mit ca. 150 km/h zu Boden stürzt.
- Dezember 1968 – Mit Apollo 8 umrunden die amerikanischen Astronauten Frank Borman, William Anders und Jim Lovell erstmals den Mond.
- 20. Juli 1969 – Der Amerikaner Neil Armstrong betritt als erster Mensch den Erdtrabanten – vor den Augen von mehr als einer halben Milliarde Fernsehzuschauern, die live dabei sind. So ist die Mondlandung im Grunde das erste globale Medienereignis. Armstrongs Ausspruch „ein kleiner Schritt für einen Menschen, ein großer Sprung für die ganze Menschheit“ wurden zum geflügelten Wort. Einige Zeit später stellt die Sowjetunion ihre eigenen, unter strengster Geheimhaltung stattfindenden bemannten Mondprogramme ein. Die Sowjetunion hatte zwei separate Programme für das bemannte Umfliegen (vgl. Zond) und die bemannte Landung.

Der Wettlauf ins All wird damit in der medialen Wahrnehmung meist für beendet erklärt, auch wenn weitere Meilensteine wie die ersten Raumstationen (Saljut) und Erforschung anderer Planeten, wie zum Beispiel des Mars die Raumfahrt weiter vorantrieben.

## Mediale Aufmerksamkeit
Die amerikanische Raumfahrt erhielt in der westlichen Medienlandschaft verhältnismäßig mehr Aufmerksamkeit als die sowjetische, was vor allem auf die strenge Geheimhaltung auf sowjetischer Seite zurückzuführen ist. Die Sowjetunion gab Missionsziele und Startplanungen im Unterschied zu den USA nicht im Voraus bekannt. Mehrere Spielfilme behandeln Weltraummissionen, sowohl reale (zum Beispiel Apollo 11, Apollo 13) oder Wostok 1, als auch fiktive (zum Beispiel Countdown: Start zum Mond und Rückkehr aus dem Orbit). Aussprüche während der Missionen sowohl von Astronauten (z. B. Ein kleiner Schritt für einen Menschen, ein großer Sprung für die Menschheit, Houston, wir haben ein Problem) als auch Kosmonauten (z. B. Gagarins Pojechali!) sind weltbekannt.
In der medialen Rezeption wird das Wettrennen ins All von den USA durch die Mondlandung gewonnen, mit der sie als erste Menschen auf den Mond beförderten. Wie aber schon die Worte Wettlauf ins All zeigen, ist das zumindest eine vereinfachte und verkürzte Sichtweise.

### Filme und Fernsehserien
- The Race for Space (1959) – Dokumentarfilm über den Wettlauf ins All. Er wurde zur Oscarverleihung 1960 in der Kategorie Bester Dokumentarfilm nominiert.
- Bändigung des Feuers (1972)
- Der Stoff, aus dem die Helden sind (1983)
- From the Earth to the Moon (1998)
- Gagarin – Wettlauf ins All (2013)
- Hidden Figures – Unerkannte Heldinnen (2016)
- Die Zeit der Ersten (2017)
- For All Mankind (2019) – in einer Alternativweltgeschichte betritt der sowjetische Kosmonaut Alexei Leonow als erster Mensch den Mond

### Kunst
- Victor Ash: Astronaut Cosmonaut, Wandbild in Berlin-Kreuzberg (2007)
- Sigmar Polke: Propellerfrau (1969)